# Grammatica francese
La grammatica francese presenta numerose analogie con la grammatica italiana, nonché con la lingua spagnola e la lingua portoghese: con tutte, divide la comune appartenenza alla famiglia delle lingue romanze, anche dette lingue neo-latine, a loro volta appartenenti al più ampio gruppo linguistico romanzo, lo stesso posto occupato dalla lingua inglese, all'interno della famiglia linguistica germanica.

## Considerazioni generali sulla grammatica e parentela linguistica; rapporti con l'inglese
Il francese e l'inglese si sono incontrati nel cosiddetto anglo-normanno, termine con cui si indica una fase linguistica di passaggio durata una cinquantina d'anni che si colloca cronologicamente tra la fase anglosassone della lingua inglese (inglese antico/Old English) e la cosiddetta fase dell'inglese medio (Middle English, termine con cui si indica invece la lingua scritta e presumibilmente parlata dallo scrittore inglese Geoffrey Chaucer nei suoi scritti, il più famoso e rappresentativo dei quali è senza dubbio I racconti di Canterbury). Durante questo periodo, relativamente breve dal punto di vista cronologico, ma sufficientemente lungo da un punto di vista linguistico, affinché avvengano delle mutazioni di una certa consistenza all'interno del sistema grammaticale di una lingua, l'inglese e il francese dell'epoca si sono influenzati a vicenda.
Dall'incontro-scontro che ha avuto luogo nel corso dell'invasione normanna dell'Inghilterra da parte di Guglielmo il Conquistatore nel 1066 e la conseguente introduzione della lingua francese degli invasori, prestigiosa perché portatrice di un'eredità secolare di grammatica e letteratura latina, l'inglese antico esce indubbiamente svantaggiato. Quest'ultimo, che aveva appena iniziato a fiorire dal punto di vista culturale, grazie al sovrano locale illuminato Alfredo il Grande, viene stroncato sul nascere, schiacciato dal francese, e di fatto eliminato dalle situazioni ufficiali, restando soltanto sulla bocca del popolino illetterato e incolto.
Terminata l'invasione, quando l'inglese riaffiora, non si può già più parlare di anglosassone (in effetti già scomparso in precedenza, vista la terminologia di anglo-normanno), e l'inglese medio che ne risulta è una lingua completamente diversa, che ha acquisito oltre il 70% di elementi romanzi e latini (comprese alcune parti del discorso, più strettamente appartenenti alla grammatica propriamente detta, che solitamente si conservano, anche di fronte alle invasioni più brute), perdendo quasi del tutto il suo lessico originario, il quale però è stato e viene studiato e/o ricostruito dagli studiosi di filologia germanica.
Ma anche il francese risulta piuttosto modificato dal contatto col popolo conquistato, tanto da mutare anch'esso al livello di alcune strutture grammaticali, quali, prime su tutte, l'inversione del soggetto e del verbo nelle domande, e il passaggio da lingua pro-drop a lingua non pro-drop, ossia la necessità di esprimere il soggetto davanti al verbo causata dell'indebolimento delle terminazioni verbali preposte alla disambiguazione delle persone.
Per dirla con un'equazione matematica, il francese sta alle lingue romanze come l'inglese sta alle lingue germaniche, o anche, il francese sta alle lingue germaniche come l'inglese sta alle lingue romanze, dato lo statuto di entrambe quasi di lingue-ponte tra un gruppo linguistico e l'altro, con il francese che rimane una lingua di base romanza, ma acquisisce importanti strutture grammaticali germaniche e, viceversa, l'inglese che resta fondamentalmente una lingua germanica (pur snaturandosi molto di più dell'altra), acquistando tuttavia fondamentali strutture grammaticali neolatine (nonché la stragrande maggioranza del lessico, talvolta senza perdere il corrispondente locale, il che porta alla creazione di un gran numero di doppioni, del tipo freedom/liberty ("libertà", di cui la prima è di origine germanica e la seconda di origine romanza), con una spiccata tendenza a utilizzare l'elemento locale in un registro più umile e colloquiale, riservando il termine forestiero per usi formali ed ufficiali.
Il francese ha la sua culla in Europa, ma è una lingua molto diffusa nel mondo e ha molti più parlanti L2 che nativi. Per la precisione, a causa del colonialismo, è approdata in Canada e in numerosi paesi dell'Africa Centrale. In questi ultimi paesi, il francese è una delle lingue ufficiali. Il francese è presente pure in delle isole dei Caraibi e in Oceania. Il francese, dal punto di vista geografico, è molto più di una lingua europea, essendo molto diffusa in tre continenti (Europa, America, Africa) e avendo una certa diffusione in altri due (Oceania, Asia). Una piccola presenza del francese in paesi come il Vietnam deriva sempre dal colonialismo.

## Fonologia
L'alfabeto francese contiene 26 lettere ed è quasi uguale a quello italiano; le lettere assenti nell'alfabeto italiano sono la ç (c con cediglia) e œ. "Compitare" in francese si dice épeler /epə'le/. Le lettere dell'alfabeto francese sono di genere maschile.
Ecco l'alfabeto francese con il nome delle lettere secondo i simboli dell'Alfabeto fonetico internazionale:
A [a]
B [be]
C [se]
D [de]
E [ə]
F [εf]
G [ʒe]
H [aʃ]
I [i]
J [ʒi]
K [ka]
L [εl]
M [εm]
N [εn]
O [o]
P [pe]
Q [ky]
R [εʁ]
S [εs]
T [te]
U [y]
V [ve]
W [dublə've]
X [iks]
Y [i'gʁεk]
Z [zεd].
Le lettere b, d, g, p, s, t, x e z in finale di parola, tranne eccezioni, non si pronunciano mai.
In complesso ai 26 segni grafici corrispondono 37 suoni (in italiano sono 30): 16 vocali (7 in italiano), 3 semivocali per formare i dittonghi (2 in italiano) e 18 consonanti (23 in italiano).
Una menzione particolare merita invece la lettera h. Di fatto non trascrive nessun suono e ha un valore puramente etimologico. Tuttavia, se iniziale di parola, è importante distinguere fra h muta e h aspirata. L'h muta non presenta problemi, ed è trattata come in italiano. L'h aspirata, invece, pur non avendo suono, si comporta come una consonante vera e propria, impedendo quindi sia l'elisione che la liaison. Non esiste un criterio valido per riconoscere l'h aspirata, e l'unico sistema per essere certi della natura di un'h iniziale resta sempre consultare il vocabolario.
Alcuni esempi:
- les haricots (i fagioli) /leaʁi'ko/
- le héros (l'eroe) /ləe'ʁo/, ma l'héroïne (l'eroina) /leʁɔ'in/
- la halle (mercato coperto) /la'al/
- la haine (l'odio) /la'ɛn/, haïr (odiare) /a'iʁ/
- la hache (l'ascia) /la'aʃ/
- le hérisson (il riccio) /ləeʁi'sɔ̃/
- haut (alto) /o/, la hauteur (l'altezza) /lao'tœʁ/
- le hasard (il caso, il fato) /ləa'zaʁ/
- hors (fuori) /ɔʁ/
- la harpe (l'arpa) /la'aʁp/
- le hoquet (il singhiozzo) /ləɔ'kɛ/
- la haie (la siepe) /la'ɛ/

## Figure del discorso
In francese, come in italiano, esistono le stesse 9 figure del discorso: sostantivo, articolo, aggettivo, pronome, verbo, avverbio, preposizione, congiunzione e interiezione.

## Articoli

### Articoli determinativi
L'articolo determinativo francese (article défini) determina genere e numero del nome a cui si riferisce. Quest'ultimo è posto dopo il suo articolo. 
Al singolare l'articolo determinativo maschile è: le /lə/, il femminile è la /la/. 
L'articolo determinativo plurale è identico al maschile e al femminile: les /le/.
Diversamente dall'italiano, solamente le due preposizioni à e de possono fondersi con alcune forme dell'articolo determinativo creando un'unica parola; tutte le altre si mantengono separate: dans le, pour la, vers le, avec les etc.

### Articoli indeterminativi
L'articolo indeterminativo (article indéfini) si usa davanti a un nome che indica una cosa o una persona non determinata. Al singolare l'articolo indeterminativo maschile è un /œ̃/, il femminile une /yn(ə)/. L'articolo indeterminativo plurale è identico per il maschile e per il femminile: des /de/.

### Articoli partitivi
L'articolo partitivo indica parte di una quantità ed è obbligatorio in francese:
- du (m) = J'achète du pain (m/s)
- de la (f) = Tu manges de la viande (f/s)
- de l' (m-f) si usa davanti a parole maschili e femminili che iniziano per vocale o h muta = Tu bois de l' eau (m-f/s)
- des (m-f/p) = Tu manges des fruits

Il partitivo ha invece la forma de:
- dopo gli avverbi di quantità: beaucoup (molto), peu (poco), trop (troppo) ecc.
- nelle frasi negative assolute. Ad esempio:
  - Tu ne manges pas d'épinards
  - Je n'achète pas de fruits
    - ma: Je n'achète pas des fruits exotiques. Il partitivo è articolato perché la negazione è parziale, cioè riguarda solo una parte (la frutta esotica) del negato (la frutta)

  - Encore un peu de vin (ancora un po' di vino).

La regola più rigida vuole che si impieghi de anche quando il nome è preceduto da un aggettivo.
Ad esempio: J'ai de beaux enfants / Manger de bonne viande. L'uso familiare, tuttavia, non tiene conto di questa regola (che è invece osservata nel linguaggio più sostenuto). Da notare la frase Apportez-nous du meilleur vin (Portaci il vino migliore, vino che è migliore).
L'articolo partitivo non è da usare nei casi seguenti:
- se il nome è preceduto dalla preposizione avec (con) introducente un complemento di modo o maniera ("Il travaille avec enthousiasme", ma: "Il mange du pain avec de la confiture" in quanto c'è un complemento di unione);
- se nella frase negativa ci sono le congiunzioni correlative ni... ni (né...né). Ad esempio: "Il n'a ni frères, ni sœurs";
- se il nome è accompagnato da sans (esempio: "sans ma tante");
- dopo certe locuzioni: avoir faim, avoir soif, avoir raison, avoir sommeil[3], avoir honte, perdre patience, prendre congé, chercher fortune, demander compte, demander justice, faire confiance (= dare fiducia), demander pardon, faire envie, faire fortune, faire pénitence, faire plaisir, perdre courage, perdre patience, plier bagage (= far fagotto), porter malheur, porter bonheur, prendre courage, rendre grâce, tirer profit, tirer vengeance ecc.[4]

## Sostantivi

### Genere e numero
In generale, il femminile di sostantivi, aggettivi qualificativi e participi passati si forma aggiungendo una e.
Tuttavia è possibile formare il femminile in vari altri modi:
- I maschili terminanti in -e rimangono invariati. Ci sono però sostantivi nei quali la e finale viene sostituita dal suffisso -esse. Ad esempio: prince (principe) princesse (principessa); suisse (svizzero) suissesse svizzera).
- I maschili terminanti in -i, -u, -é anche se aggiungono una e al femminile scritto restano invariati alla pronuncia. Ad esempio: bordé, bordée, joli, jolie, ardu, ardue.
- I maschili terminanti in -f trasformano la -f in -ve. Ad esempio: veuf (vedovo) veuve (vedova), sportif (sportivo) sportive (sportiva), neuf (nuovo) neuve (nuova).
- I maschili terminanti in -x trasformano la -x in -se oppure -sse. Ad esempio: époux (sposo) épouse (sposa), roux (rosso di capelli, maschile) rousse (rossa di capelli, femminile).
- I maschili terminanti in -er trasformano -er in ère. Ad esempio: infirmier (infermiere) infirmière (infermiera), ouvrier (operaio) ouvrière (operaia), boulanger (panettiere) boulangère (panettiera).

Altre irregolarità sono quando alcuni maschili terminano in -as e più raramente in -os che raddoppiano la s. Ad esempio: bas, basse o gros, grosse.
Anche alcuni aggettivi terminanti in -et raddoppiano la t. Ad esempio: coquet, coquette (civetta).
E quelli in -ien o -on possono raddoppiare la n (italien, italienne; mignon, mignonne), e in -el diventare -elle (actuel, actuelle, tel, telle).
Quelli che terminano in -eur possono aggiungere la e (supérieur, supérieure), oppure trasformare eur in rice (amateur, amatrice) o in euse (menteur, menteuse).
Alcuni aggettivi terminanti in -c diventano al femminile -que (public, publique). Un'eccezione è grec, che, per mantenere la pronuncia aperta della e, al femminile si scrive grecque.
Le parti variabili del discorso (articolo, nome, aggettivo, verbo) sono caratterizzate oltre che dal genere anche dal numero. In generale, in francese, il plurale dei nomi e degli aggettivi si forma aggiungendo una -s al singolare. Dal punto di vista fonetico, non sempre la pronuncia cambia; talvolta il plurale è percepibile grazie alla liaison.
I nomi e gli aggettivi che al singolare terminano in -s, -x o -z rimangono invariati al plurale.
I nomi e gli aggettivi che al singolare terminano in -al (e qualcuno anche in -ail) formano il plurale in -aux. Ad esempio: journal (giornale), journaux (giornali); travail (lavoro), travaux (lavori).
I nomi e gli aggettivi che terminano in -au, -eu, -eau (o -ou), prendono una -x al plurale. Ad esempio: feu (fuoco), feux (fuochi).
Più rari sono altri plurali irregolari, come per esempio œil (occhio) - yeux (occhi), ciel (cielo) - cieux; ail (aglio) - aulx /o/ (agli; la forma regolare ails, di nuova formazione, è comunque più comune) e altri.
Esistono aggettivi aventi due forme al maschile singolare: beau / bel, nouveau / nouvel, fou / fol, mou / mol, vieux / vieil. Si usa la forma in -l solo davanti a parole che cominciano per vocale o h muta (ad esempio: nouveau livre; nouvel an). L'aggettivo demi (mezzo) è invariabile quando precede il nome che qualifica (es.: une demi-heure = una mezzora. "Tre ore e mezzo" = trois heures et demie). L'aggettivo leur non prende la "e" del femminile. 
I sostantivi terminanti in -eur sono in genere femminili, tranne le bonheur (la fortuna), le malheur (la sfortuna), le coeur (il cuore), le moteur (il motore). Abbiamo quindi: la chaleur, la faveur, la fleur, la splendeur, la liqueur, la saveur, la rigueur, la douleur, la terreur, l' erreur (l'erreur), la ferveur, etc.
Alcuni sostantivi non hanno il genere femminile: professeur, ingénieur, médecin, architect, advocat, écrivain, etc. Per rendere il genere femminile si fa precedere il nome dal sostantivo "femme" (une femme médecin, ingénieur). 
Vari sostantivi italiani maschili sono femminili in francese o viceversa. Ad esempio abbiamo: l' air (l'"aria" è maschile in francese), le printemps (la primavera), l'été (l'estate), le mensonge (la menzogna), le dimanche (la domenica), la Noël (il Natale; sottinteso: fête de), le fauteuil (la poltrona), le sort (la sorte), l' art (arte; maschile), le calme (la calma), le couple (la coppia), le front (la fronte), l' écho(l'eco; maschile), le guide (la guida), le métro (la metropolitana), le sable (la sabbia), le soir (la sera), le tigre (la tigre); le syndrome (la sindrome), un ongle (un'unghia), le salut (la salvezza). Sono femminili in francese, maschili in italiano: adresse (indirizzo), affaire (affare), anecdote (aneddoto), annonce (annuncio), approche (approccio), araignée (ragno), armoire (armadio), attaque (attacco), clarinette (clarinetto), cheminée (camino), dent (dente), destinée (destino), émeraude (smeraldo), glace (ghiaccio), horloge (orologio), huile(olio),intervention (intervento), la mer (il mare), méteo (il meteo), méthode (metodo), minute (minuto), montre (orologio da polso), pensée (pensiero), panique (pànico), période (periodo), planète (pianeta), rencontre (incontro), tentative (tentativo), tomate (pomodoro), vidéo (video).
I nomi degli stati europei sono femminili tranne le Luxembourg, le Danemark, le Portougal.

## Preposizioni

### Preposizioni semplici
Le preposizioni sono particelle invariabili usate per introdurre complementi indiretti. Esse forniscono informazioni sul valore, il ruolo e la funzione del termine davanti al quale si pongono.
Per esprimere circostanze e condizioni (dato che) si può usare anche comme = siccome o alors = nel momento in cui.
Per spiegare una finalità, pour (per) oppure de façon à con l'infinito.
- étant donné que = datosi che
- mais = ma, però
- puisque = dato che (verificabile da chi ascolta)

Esempi più semplici di preposizioni francesi sono:
- à = a[12]
- après = dopo
- avant = prima
- avec = con
- chez = presso, da
- contre = contro
- dans = in[13][14]
- de = di, da[15]
- depuis = da (tempo)
- derrière = dietro a
- dès = fin da
- devant = davanti
- en = a, in[16]
- entre = tra, fra (in espressioni duali, fra due termini)
- jusque / jusqu'à / jusqu'à ce que = fino a
- outre = oltre
- par = per, attraverso, da[17]
- parmi = fra, tra[18]
- pendant = durante
- pour = per
- sans = senza
- sous = sotto
- sur = sopra, su
- vers / envers = verso, nei riguardi di[19]
- à moins que = a meno che
- sauf / sauf si = salvo, a meno che
- même si / quand même = persino se
- malgré = malgrado, nonostante
- voici = ecco qui!
- voilà = ecco là, ecco!

### Preposizioni articolate
Quanto alle preposizioni articolate, unendo le due preposizioni à e de agli articoli determinativi si ottengono le preposizioni articolate (articles contractés):
- du (de + le) = del;
- de la = della;
- des (de + les) = delle/dei/degli;
- au (à + le) = al;
- à la = alla;
- aux (à + les) = ai/alle/agli;[20]

## Aggettivi e pronomi
Gli aggettivi concordano in genere e numero con il sostantivo a cui si riferiscono. In genere l'aggettivo segue il nome. Se si vuole porre maggiore enfasi all'aggettivo lo si scrive prima del nome. Fanno eccezione gli aggettivi courants che in genere vengono prima del nome (petit, grand, gros, beau, vilain, bon, joli, mauvais e vieux).
A volte la posizione dell'aggettivo cambia il senso all'espressione. Ad esempio un petit garçon (un bambino piccolo d'età) è diverso da un garçon petit (un bambino di piccola taglia), o un ancien appartement (da ristrutturare) da un appartement ancien (prezioso per la presenza di elementi antichi). Diversi aggettivi derivano dal participio passato del verbo. Ad esempio: connu (conosciuto) da connaître (conoscere), inhabitée (disabitata) da habiter (abitare).
Agli aggettivi si possono apporre alcune alterazioni comuni all'italiano:
- maggiorativo: si appone très all'aggettivo
- diminutivo: si appone un peu all'aggettivo
- vezzeggiativo: si appone joli petit all'aggettivo
- dispregiativo: si appone vilain all'aggettivo

Gli aggettivi interrogativi e esclamativi vengono invece usati per formulare domande circa l'identità, la qualità della cosa o della persona alla quale si riferiscono, e si usano nelle proposizioni interrogative dirette e indirette. Possono assumere un valore esclamativo quando indicano stupore, sorpresa, ammirazione o disapprovazione rispetto all'oggetto o alla persona di cui si parla.
- maschile singolare = quel (che, quale)
- femminile singolare = quelle (che, quale)
- maschile plurale = quels (che, quali)
- femminile plurale = quelles (che, quali)

### Gradi dell'aggettivo
- Comparativo di maggioranza di qualità: soggetto + verbo + plus + aggettivo + que + nome
- comparativo di uguaglianza di qualità: soggetto + verbo + aussi + aggettivo + que + nome[21]
- comparativo di minoranza di qualità: soggetto + verbo + moins + aggettivo + que + nome
- superlativo relativo: soggetto + verbo + articolo determinativo (le, la) + comparativo di maggioranza o di minoranza (plus, moins) + de + secondo termine di paragone o sottinteso.[22]
- superlativo assoluto: soggetto + verbo + avverbio (très, fort, bien, tout à fait, infiniment) + aggettivo.
- comparativo di maggioranza di quantità: soggetto + verbo + plus de + nome.....que (de)
- comparativo di uguaglianza di quantità: soggetto + verbo + autant de + nome ....que (de)
- comparativo di monoranza di quantità: soggetto + verbo + moins de + nome.......que (de).

Vi sono anche dei comparativi e superlativi irregolari: bon, buono (comparativo: meilleur; superlativo: le meilleur); petit, piccolo (comparativo: moindre; superlativo: le moindre. Comparativo: plus petit; superlativo: le plus petit); mauvais, cattivo (comparativo: pire; superlativo: le pire. Comparativo: plus mauvais; superlativo: le plus mauvais).

### Aggettivi e pronomi dimostrativi
In francese, gli aggettivi dimostrativi qualificano i sostantivi e sono utilizzati per indicare la posizione relativa di un oggetto o di una persona rispetto al parlante. Gli aggettivi dimostrativi variano in base al genere (maschile, femminile) e al numero (singolare, plurale). Le forme principali sono:
| Genere                   | Singolare  | Plurale |
| ------------------------ | ---------- | ------- |
| Maschile                 | ce (cette) | ces     |
| Femminile                | cette      | ces     |
| Maschile + vocale/h muta | cet*       | ces     |

* L'uso dell'aggettivo dimostrativo "cet" si applica specificamente ai sostantivi maschili singolari che iniziano con una vocale o una "h" muta: cet hôtel (questo hotel), cet élève (questo studente).
I pronomi dimostrativi sono i seguenti:
- al singolare: celui-ci (questo); celui-là (quello); celle-ci (questa); celle-là (quella); ceci (ciò, questo, questa cosa); cela (ciò, quello, quella cosa). Nel linguaggio familiare cela = ça;
- al plurale: ceux-ci (questi); ceux-là (quelli); celles-ci (queste); celles-là (quelle).[24]

È obbligatorio aggiungere -ci e -là ai pronomi dimostrativi (es. ce garçon-ci est formidable et celui-là aussi...). Tuttavia queste particelle vengono omesse quando il pronome dimostrativo è seguito dalla preposizione de e da un pronome relativo (es.: Les skis de Jean et ceux de Charles. Celui qui a fait du sport est un sportif). 
- I pronomi misti (dimostrativo + relativo) sono: celui qui (chi, colui che); celle qui (chi, colei che); ceux qui (coloro che); celles qui (quelle che); ce qui (ciò che). Il pronome relativo qui diventa que se è complemento oggetto.

### Aggettivi e pronomi indefiniti
- Chaque [aggettivo]= ciascuno, ogni (nel senso di: ciascuno)
- Chacun (- e) [pronome] = ciascuno, ognuno

Esempi. Chaque garçon avait son livre [Ogni ragazzo aveva il suo libro]. Chacune avait son livre [Ognuna aveva il suo libro].
- Tout (-e; tous, toutes) [aggettivo e pronome] = tutto, ogni (nel senso di: tutti) tutta, tutti, tutte.[25][26][27]

Esempi. Toute lettre doit être affranchie [Ogni lettera deve essere affrancata].
- Tout le monde [pronome] = tutti (= tutta la gente).

Esempio. Tout le monde fait ça [Tutti fan
no così].
- Aucun (- e) [pronome e aggettivo] = nessuno, alcuno
- Personne [pronome] (nessuno).
- Rien [pronome] (niente, nulla).

Con rien, aucun, personne (e nul, pas un, pas même un) occorre la seminegazione ne (il pas viene soppresso).
Esempi. Aucun de vous ne parlera [Nessuno di voi parlerà] (Aucun si riferisce a vous). 
Personne ne parlera [Nessuno parlerà] (nessuno in senso generale).
Rien ne m'amuse [nulla mi diverte].
- Pas un (-e) e pas même un (- e) [pronomi] = nemmeno uno, una

Esempi. Pas une de ces femmes ne parlait. [Nemmeno una di queste donne parlava]. Je n'en ai pas même un [non ne ho nemmeno uno].
- On (= l'homme) [si] (impersonale). Il verbo utilizzato si usa con l'ausiliare avoir.

Esempi. On parle [si parla]. On a fait [si è fatto].
- Quelque [aggettivo] = qualche[29]
- Quelqu'un (-e) [pronome] = qualcuno, qualcuna
- Quelques-uns (-es) [pronome] = alcuni, alcune
- Plusieurs [aggettivo e pronome] = parecchi, parecchie.(Il plurale è invariabile).

Esempi. Il y a quelques voitures ici [Ci sono alcune automobili qui].
J'ai écouté plusieurs reportages [Ho ascoltato molti servizi]. 
Quelques-uns viendront [alcuni verranno].
- N'importe quel (-le) [aggettivo] = qualunque (non seguito dal verbo al congiuntivo)
- N'importe qui [pronome] = chiunque           (non seguito dal verbo al congiuntivo)
- N'importe quoi [pronome] = qualunque cosa    (non seguito dal verbo al congiuntivo)

Esempi. N'importe quelle émission sera mieux que celle-ci [Qualunque trasmissione sarà migliore di quella].
N'importe qui pourrait faire ce travail [chiunque potrebbe fare questo lavoro].
La petite Renée écoute n'importe quoi [La piccola Renata ascolta qualunque cosa].
Seguiti dal verbo être al congiuntivo:
- Quel (-le), quels, quelles que [aggettivo] = qualunque; plurale: "quali che".
- Qui que [pronome] = chiunque
- Quoi que [pronome] = qualunque cosa
- Quiconque [pronome] = chiunque (lega due proposizioni).

Esempi. Quel que soit ton mérite...[quale che sia il tuo merito]
Qui que tu soit...[chiunque tu sia]
Quoi que ce soit...[qualunque cosa sia]
Je laisserai partir quiconque le voudra [lascerò partire chiunque lo vorrà]

### Pronomi personali soggetto
I pronomi personali sostituiscono un gruppo nominale. In francese si distinguono diverse forme di pronomi personali: soggetto atoni, tonici, riflessivi, complemento oggetto diretto, complemento indiretto, complemento di termine, particelle pronominali.
Je e nous per chi parla, tu e vous per colui a cui si parla, il, elle, ils, elles per coloro di cui si parla.
Ils può rappresentare un pronome impersonale:
À la radio, ils ont dit qu'il va faire froid.
Alla radio hanno detto che farà freddo.
Spesso al posto di nous si usa on (dal latino homo, 'uomo', analogamente al tedesco man).
Qu'est-ce qu'on fait ? Qu'est-ce que nous faisons ?
Che si fa? Che facciamo?
oppure
En Allemagne, on parle allemand.
In Germania si parla tedesco.
I pronomi possono essere rinforzati per una sorta di raddoppiamento: moi je, toi tu, lui il, elle elle, nous nous (nous on), vous vous, eux ils, elles elles.
Nell'indirizzarsi a qualcuno con cui non vi è confidenza, invece della terza persona singolare come in italiano, si usa la seconda persona plurale. Esistono i verbi vouvoyer e tutoyer rispettivamente per darsi del voi e darsi del tu.

### Aggettivi e pronomi possessivi
I pronomi e aggettivi possessivi indicano un vincolo di appartenenza e concordano in genere e numero col nome cui si riferiscono. Non sono mai preceduti, come invece accade in italiano, da un articolo: mon livre = il mio libro; nel caso dell'articolo indeterminativo (un mio libro) non si utilizza l'aggettivo ma si fa seguire il sostantivo, preceduto dall'articolo indeterminativo, dall'espressione à + pronome personale: un livre à moi = un mio libro. A volte l'espressione à + pronome personale può anche seguire il gruppo aggettivo possessivo + sostantivo per indicare un'enfatizzazione: mon livre à moi = il mio (proprio) libro. È importante ricordare che in francese mai possono esserci due determinativi insieme. Ad esempio "questo mio libro" si traduce ce livre o mon livre; "questi loro amici" si traduce ces amis o leurs amis.
| Persona                                               | Persona                           | singolare                    | singolare                 | plurale                   | plurale |
| ----------------------------------------------------- | --------------------------------- | ---------------------------- | ------------------------- | ------------------------- | ------- |
|                                                       |                                   | maschile                     | femminile                 | maschile/femminile        |         |
| 1º sing. 2º sing. 3º sing. 1º plur. 2º plur. 3º plur. | je tu il/elle nous vous ils/elles | mon ton son notre votre leur | ma ta sa notre votre leur | mes tes ses nos vos leurs |         |

Davanti a sostantivi femminili che iniziano per vocale o h muta si utilizza l'aggettivo maschile per poter fare la liaison: son amie /sɔ̃.na.'mi/.
I pronomi possessivi (in francese: le pronom possessif) sostituiscono un nome. Di regola il nome è stato menzionato precedentemente e viene sostituito adesso dal pronome che concorda in genere e numero con il nome sostituito.
I pronomi possessivi si declinano al maschile/femminile e singolare/plurale secondo chi possiede e cosa, esattamente come in italiano.
Esempio:
Ce n’est pas mon chapeau, c’est le sien.
| Persona                                               | Persona                           | singolare                                         | singolare                                               | plurale                                                       | plurale                                                             |
| ----------------------------------------------------- | --------------------------------- | ------------------------------------------------- | ------------------------------------------------------- | ------------------------------------------------------------- | ------------------------------------------------------------------- |
|                                                       |                                   | maschile                                          | femminile                                               | maschile                                                      | femminile                                                           |
| 1º sing. 2º sing. 3º sing. 1º plur. 2º plur. 3º plur. | je tu il/elle nous vous ils/elles | le mien le tien le sien le nôtre le vôtre le leur | la mienne la tienne la sienne la nôtre la vôtre la leur | les miens les tiens les siens les nôtres les vôtres les leurs | les miennes les tiennes les siennes les nôtres les vôtres les leurs |

In francese si dice: ma voiture et la sienne sont vieilles (= la mia e la sua macchina sono vecchie), oppure: "ma maison et la tienne sont proches" (= la mia casa e la tua sono vicine). Quindi il secondo aggettivo possessivo si rende in francese con il pronome possessivo corrispondente il quale ha sempre l'articolo, mentre è da sottolineare che gli aggettivi posessivi in francese non hanno mai l'articolo.
Esiste in francese una costruzione simile a quella latina del dativo (= complemento di termine) di possesso. Ad esempio: " À qui est cette voiture? Cette voiture est à moi (= Di chi è questa macchina? Questa macchina è mia). Questa costruzione indica possesso e si usa con nomi propri (es.: cette valise est à Marie) o comuni di persona (cette montre est à mon oncle) o con pronomi personali (à toi, à lui, à elle, à nous, à vous, à eux, à elles).

### Pronomi riflessivi
I pronomi riflessivi sono:
me, te, se, nous, vous. Essi accompagnano i verbi riflessivi e si riferiscono sempre al soggetto.
In francese esistono inoltre i pronomi riflessivi tonici moi, toi, lui/elle, nous, vous, eux/elles e l’uso particolare di soi. Si impiegano in modo diverso rispetto ai pronomi riflessivi soggetto. Più precisamente si usano:
- quando il verbo è sottinteso e davanti ad un infinito (es.: "tu es le premier, lui le second, eux les derniers". Oppure: " Moi, trahir mon ami? Jamais!");
- si usano come rafforzativo o per marcare un contrasto (es. " toi, tu ne peux pas comprendre". oppure: " moi aussi je sortirai plus tard");
- si usano quando il pronome soggetto è separato dal verbo (es.: "Nicolette et moi nous irons faire une excursion);
- il pronome soi si usa solo in riferimento ad un soggetto indeterminato come on, personne, quelqu'un, chacun, n'importe qui (es.: chacun a pensé à soi. Ma si dice: "il ne pense qu'à lui ", in quanto qui il soggetto è determinato).

Va ricordata poi una regola importante quando s'incontrano due pronomi, uno complemento di termine ed uno complemento oggetto. In francese, a differenza dell'italiano, il complemento oggetto precede quello di termine (es.: je le lui dirai = glielo dirò).

#### Particelle pronominalieney
Infine, le particelle pronominali en e y sono invariabili. Ad esempio: 
- egli me ne ha parlato Il m'en a parlé
- non ci ho pensato Je n'y ai pas pensé

Come si può notare en e y rivestono la funzione di complemento indiretto e di pronomi avverbiali di luogo.
Attenzione a non confondere ci = noi/a noi (pronome personale) e ci = lì/là (avverbio di luogo). Il francese contrariamente all'italiano possiede due forme diverse: nous per il primo caso (pronome personale) e y per il secondo caso (avverbio di luogo). Ad esempio:
- voi ci (= noi) avete accompagnati Vous nous avez accompagnés
- sei stato a Parigi? Sì, ci (= là) sono andato l'estate scorsa Tu as été à Paris ? Oui, j'y suis allé l'été dernier. (da notare che estate in francese è maschile)

## Pronomi

### Pronomi relativi
I pronomi relativi in francese sono i seguenti: 
- qui (= "che, il quale, i quali, la quale, le quali" in funzione di soggetto), que ("che, il quale, la quale, i quali, le quali" con funzione di complemento oggetto), lequel (il quale), laquelle (la quale), lesquels (i quali), lesquelles (le quali), duquel (del quale), de laquelle (della quale), desquels (dei quali), desquelles (delle quali), auquel (al quale), à laquelle (alla quale), auxquels (ai quali), auxquelles (alle quali), dont (di cui, del quale, della quale, dei quali, delle quali, il cui);
- i pronomi relativi possono essere preceduti da preposizione. Abbiamo quindi: preposizione + qui (riferito a persona; invariabile); preposizione + lequel (riferito a persona, animale, cosa determinata; declinabile); preposizione + quoi (riferito a cosa indeterminata; invariabile);
- esiste anche l'avverbio relativo di luogo où = dans lequel, laquelle, lesquels, lesquelles.[31]

### Pronomi e avverbi interrogativi
I pronomi interrogativo francesi sono qui, que, quoi, lequel, quel. Nella proposizione interrogativa essi sostituiscono il nome a cui si riferisce la domanda. Essi si distinguono in variabili e invariabili.
- I pronomi interrogativi qui, que, quoi rimangono invariati. Possono riferirsi a persone (qui) o oggetti (que/quoi). Il loro impiego dipende dalla funzione che svolgono all'interno della proposizione relativa. Quoi? usato da solo significa "che cosa?" e può essere anche un avverbio esclamativo: quoi! (= come!).. Esistono anche le forme composte qui est-ce qui...? (Chi è che?. Qui è soggetto); qui est-ce que....? (Chi è che?. Que è complemento oggetto.). Qu'est-ce que c'est usato da solo, significa "che cos'è ?", "che cosa sono?". Qu'est-ce que + sostantivo" significa "che cos'è.." (es.: Qu'est-ce que la richesse? = che cos'è la ricchezza?).

Esempio:
Qui est cette jeune fille?
- Il pronome interrogativo lequel sostituisce una o più persone/cose appartenenti ad un gruppo di persone/cose che sono già state menzionate o che saranno menzionati nella stessa frase. Lequel rimane invariato. Il pronome interrogativo lequel può essere impiegato anche dopo una preposizione. Se lequel viene utilizzato con à oppure con de, pronome e preposizione si uniscono in una forma contratta

Esempio:
Lequel de ces pays en Asie est le sien?
- Quel è un pronome interrogativo che accompagna un nome (in francese: l'adjectif interrogatif). Quel precede sempre il nome al quale si riferisce e concorda con esso in genere e numero.

Esempio:
Quel chapeau porte-t-elle?
- Avverbi interrogativi: quand? (= quando?), où (= dove?), comment? (= come?), combien (= quanto?).[34]

## Numeri
Diversamente dall'italiano, la cui numerazione è unicamente a base decimale, quella del francese fa uso di basi decimali, vigesimali (cioè a base 20) e sessagesimali (a base 60). La particolarità si limita però alle sole decine 70 (soixante-dix, cioè sessanta-[più] dieci, a base sessagesimale), 80 (quatre-vingts, cioè quattro [volte]-venti, vigesimale) e 90 (quatre-vingt-dix, cioè quattro [volte]-venti-[più] dieci, ancora vigesimale). Ovviamente la numerazione di queste decine prosegue nello stesso modo: 71 = soixante-et-onze (sessanta-undici), 75 = soixante-quinze (sessanta-quindici), 82 = quatre-vingt-deux (quattro [volte]-venti-due), 98 = quatre-vingt-dix-huit (quattro [volte]-venti-diciotto). La Svizzera e il Belgio francofoni non conoscono però queste forme e utilizzano in loro vece i regolari septante (70), huitante/octante (80) e nonante (90) (però quatre-vingts si usa in Belgio).
Si dividono in cardinali e ordinali.

### Cardinali
I numeri cardinali sono:
0 zéro, 1 un, une, 2 deux, 3 trois, 4 quatre, 5 cinq, 6 six /sis/, 7 sept /sɛt/, 8 huit /ɥit/, 9 neuf, 10 dix /dis/, 11 onze, 12 douze, 13 treize, 14 quatorze, 15 quinze, 16 seize, 17 dix-sept, 18 dix-huit /di'zɥit/, 19 dix-neuf /diz'nœf/, 20 vingt /vɛ̃/, 30 trente, 40 quarante, 50 cinquante, 60 soixante /swa'sɑ̃nt/, 70 soixante-dix, 80 quatre-vingts, 90 quatre-vingt-dix, 100 cent, 1000 mille /mil/, 1 000 000 un million /œ̃ mi'ljɔ̃/, 1 000 000 000 un milliard /œ̃ mi'ljaʁ/.
Da notare che:
- un, quando indica proprio il numero uno, rifiuta elisione e liaison: quatre-vingt-un /katʁvɛ̃'œ̃/, le un /lə œ̃/.
- cinq mantiene la /k/ finale solo in caso di liaison o prima di una pausa: cinq ans /sɛ̃'kɑ̃/, cinq personnes /sɛ̃ pɛʁ'sɔn/, cinq /sɛ̃k/.
- la x di six, che suona s, si pronuncia solo prima di una pausa o in caso di liaison: six personnes /si pɛʁ'sɔn/, six ans /si'zɑ̃/, six /sis/.
- sept nella pronuncia elimina la p ma mantiene la t: /sɛt/.
- huit mantiene la pronuncia della t finale prima di una pausa e in caso di liaison, e inoltre ha l'acca aspirata, ma nonostante ciò permette la liaison nella formazione di altri numeri: les huit ans /le ɥi'tɑ̃/, huit maisons /ɥi mɛzɔ̃/, dix-huit /di'zɥit/.
- dix si comporta come six.
- onze non ammette mai elisione e liaison: le onze février /lə ɔ̃z fe'vʁje/, quatre-vingt-onze /katʁvɛ̃'ɔ̃z/.
- dix-neuf si pronuncia /diz'nœf/, cioè con pronuncia della consonante finale di dix.
- vingt nella pronuncia perde le consonanti finali, ma fa liaison con la t: vingt /vɛ̃/, vingt ans /vɛ̃'tɑ̃/.
- soixante si scrive con x ma si pronuncia come se ci fossero due s, di cui infatti la x è un'antica grafia: /swa'sɑ̃t/.
- vingt e cent aggiungono una s di plurale quando sono preceduti, ma non seguiti, da un altro numero: quatre-vingts, cinq cents, quatre-vingt-dix.
- la prima unità di ogni decina compresa fra ventuno e settantuno inserisce et fra i due numeri: vingt et un, quarante et un, soixante-et-onze.
- i numeri composti inferiori a cento si uniscono con un trattino (tranne nel caso detto sopra della prima unità): dix-huit, trente-neuf. La riforma ortografica del 1990 permette inoltre di mettere il trattino in tutti i numeri composti, senza eccezioni: vingt-et-un, cent-trente-deux, mille-deux-cents.

### Ordinali
Riguardo agli ordinali, gli aggettivi premier (primo) e second /s(ə)gɔ̃/ (secondo e ultimo; contrapposto a deuxième, che presume invece una prosecuzione della numerazione) si flettono in genere e numero come quelli italiani: premier (m/s), première (f/s), premiers (m/p), premières (f/p); second (m/s), seconde (f/s), seconds (m/p), secondes (f/p). Gli altri possono solo flettersi nel numero, ma non nel genere: troisième (terzo/a), troisièmes (terzi/e), dixième (decimo/a), dixièmes (decimi/e). L'indicazione in apice più rigorosa vorrebbe riportate le ultime tre lettere dell'aggettivo, identiche per tutti (es. 3ème), ma è molto comune trovare anche solo una e (es. 3e); premier e première, diversi, portano in apice er o ère a seconda del caso.
1er/1ère premier/première, 2e deuxième/second, 3e troisième, 4e quatrième, 5e cinquième, 6e sixième /si'zjɛm/, 7e septième /sɛ'tjɛm/, 8e huitième, 9e neuvième, 10e dixième /di'zjɛm/, 11e onzième, 12e douzième, 13e treizième, 14e quatorzième, 15e quinzième, 16e seizième, 17e dix-septième, 18e dix-huitième /dizɥi'tjɛm/, 19e dix-neuvième /diznœ'vjɛm/, 20e vingtième /vɛ̃'tjɛm/, 30e trentième, 40e quarantième, 50e cinquantième, 60e soixantième /swasɑ̃'tjɛm/, 70e soixante-dixième, 80e quatre-vingtième 90e quatre-vingt-dixième 100e centième, 1000e millième /mi'ljɛm/.

### Frazioni
Le frazioni si esprimono, come in italiano, utilizzando il cardinale per il numeratore e l'ordinale al plurale per il denominatore: 3/12 = trois douzièmes.

## Congiunzioni
Le principali congiunzioni coordinanti tra parole o frasi francesi sono:
- mais = ma
- ou = o, oppure
- et = e, eppure
- donc = dunque
- or = tuttavia
- ni = né
- car = poiché

Occasionalmente molte altre parole posso svolgere la funzione di congiungimento, soprattutto gli avverbi. Ad esempio:
- à peine = appena
- à savoir = vale a dire
- alors = allora
- ainsi que = così come/come anche
- aussi / aussi bien que = anche, come pure
- c'est-à-dire = cioè
- c'est pourquoi = perciò
- cependant = però
- comme = siccome
- de même que = allo stesso modo di
- du moins = almeno
- de sorte que = cosicché
- encore = ancora
- ensuite = in seguito
- en vain = invano
- malgré = nonostante, malgrado
- même = stesso[35]
- peut-être = forse
- pourtant = tuttavia, eppure, pure[36]
- puis = poi
- quoique = sebbene
- si = se
- soit = sia, ossia
- voire = addirittura

## Interiezioni
- Alcune interiezioni hanno la forma di un semplice grido: ah! (approvazione, interrogazione, soddisfazione, riprovazione); ha! (sorpresa o sbalordimento); aïe! (ahi! = dolore); bah! (rinuncia); chut! (per invitare al silenzio); eh! (ammirazione, dolore); hé! (ho! per chiamare); hélas (lamento); heu! (esitazione); hum! (hem! dubbio), fi! (disprezzo; cfr. in italiano: "vergogna"!); oh là là! (stupore).
- Certe interiezioni sono dei sostantivi: courage! (incoraggiamento), alerte! (chiamata); ciel! (stupore); diable! (sorpresa); halte! (ordine); miséricorde! (sgomento); silence! (ordine); dommage! (dispiacere; in italiano: "peccato"!).
- Certe interiezioni sono degli aggettivi: bravo! (approvazione); parfait! (approvazione); bon (approvazione).
- Alcune interiezioni sono degli avverbi: certainement! (affermazione); bis! (ripetizione); pas du tout! (negazione: "per niente"); encore!
- Altre interiezioni sono verbi all'imperativo: tiens! (stupore: "ma guarda!"); tenez!, allons!; dis; voyons!; va donc!
- Certe interiezioni sono delle locuzioni: tant mieux!; tant pis!; n'est-ce pas?; par exemple!.[37]

## Avverbi
Gli avverbi francesi sono delle particelle invariabili del discorso, come in italiano. Come l'aggettivo serve a modificare un sostantivo, l'avverbio serve a modificare un verbo o un aggettivo.
Alcuni avverbi si formano aggiungendo il suffisso ment all'aggettivo. Ad esempio: vero - veramente = vrai - vraiment.
Alcuni avverbi si ripetono per rafforzamento. Ad esempio: è buono, è molto buono, è molto molto buono = c'est bon, c'est très bon, c'est très très bon. 
Nel linguaggio famigliare capita sovente sentire per avverbi espressioni come super o hyper.

### Avverbi o aggettivi interrogativi
- comment = come?[38]
- où = dove? (où es-tu? = dove sei?)
- quand = quando? (quand est-il venu? = quando è venuto?)
- combien (de) = quanto/quanti? (combien de jours es-tu resté à Paris? = quanti giorni sei rimasto a Parigi?, combien t'en faut-il? = quanto/a te ne serve?))
- pourquoi = perché?.[39]

A pourquoi interrogativo si risponde con parce que. Ad esempio:
- Pourquoi est-ce que tu n'es pas venu hier? = perché non sei venuto ieri?
- Parce que j'étais malade = perché ero malato.

### Avverbi o aggettivi di tempo
- alors = allora
- après = dopo
- après-demain = dopodomani
- aujourd'hui = oggi
- autrefois = una volta, un tempo
- avant = prima
- bientôt = presto
- de temps en temps = ogni tanto
- déjà = già
- demain = domani
- depuis = da allora
- désormais = ormai
- ensuite = in seguito
- hier = ieri
- jadis = un tempo
- jamais = mai[40]
- maintenant = adesso
- parfois = a volte
- puis = poi
- quelquefois = qualche volta
- souvent = spesso
- tard = tardi
- toujours = sempre
- tout à l'heure = poco fa, fra poco
- tout de suite = subito

### Avverbi o aggettivi di luogo
- ailleurs = altrove
- auprès = vicino
- autour = intorno
- au loin = in lontananza
- dedans = dentro
- dehors = fuori
- derrière = dietro
- dessous = sotto
- dessus = sopra
- devant = davanti
- ici = qui
- loin = lontano
- où = dove
- partout = dappertutto
- près = vicino

### Avverbi di quantità
- assez / assez de = abbastanza
- autant / autant de = altrettanto, altrettanti, altrettante
- beaucoup de = molto, molta, molti, molte
- bien / bien du, de la, des = molto, molta, molti, molte
- combien / combien de = quanto, quanta, quanti, quante
- davantage = di più
- encore = ancora
- envviron = circa
- moins / moins de = meno
- peu / peu de = poco, poca, pochi, poche
- plus / plus de = più
- presque = quasi
- que de (quanto, quanta, quanti, quante)
- très = molto
- tant / tant de = tanto, tanta, tanti, tante
- trop / trop de = troppo, troppa, troppi, troppe
- seulement = solamente
- presque = quasi

- Autant de, peu de, trop de, moins de, beaucoup de, tant de, combien de hanno la preposizione de invariabile. Bien de (du, des, etc.) ha invece la preposizione articolata variabile nel genere e nel numero. (Es.: beaucoup de choses; bien des choses).

### Diverso uso delle preposizioni in francese ed italiano
Molto spesso ci sono diversi usi delle preposizioni nelle due lingue.
- Il francese usa la preposizione à per le grandi isole scoperte in età moderna (es.: à Madagascar), en per le grandi isole conosciute dall'antichità (en Sicilie, en Corse, etc.).
- Con i veicoli in cui si può entrare si usa al preposizione en, con quelli aperti o su cui si monta si usa à[42]: à bicyclette, à motocyclette, à cheval, à pied, à califourchon, à vélo, à vespa, à vélomoteur, en auto, en bateau.
- In francese si dice: le matin, le soir, le jour et la nuit, de nuit (= nottetempo), de nos jours (= ai nostri giorni), de l'heure ( = all'ora), de cette manière, de cette façon (= in questo modo), dans l'espoir (= con la speranza).[43] Di seguito (= poi) si rende con de suite, mentre "in seguito, più avanti" si traduce par la suite. "Con tutto il mio cuore" si traduce de tout mon coeur (la preposizione italiana "con " si rende con de in francese). "Riguardo a" si traduce à l'égard de, à propos de, au sujet de. "Ricco di" si dice riche en. "In rapporto a" si traduce par rapport à; "sul serio" si traduce au serieux e "con il rischio di" au risque de.
- Si dice: au lit, à la campagne, à la montagne, à la mer, à la messe, à l'église, à la maison, à la piscine, à la chasse, au jardin, à la pêche, à l'école, au théâtre, à la page, au mazout (a nafta), à la main (a mano), à la machine (a macchina), à l'ouest (e così pure: à l'est, au nord, au sud). "In primavera" si dice au printemps, ma per le altre stagioni (tutte di genere maschile) si usa en: en été, en automne, en hiver.
- Casi in cui la preposizione à sostituisce "di" in italiano: boîte aux lettres, marché aux fleurs (bestiaux, etc.), soupe à l'oignon (à la tomate, à la citrouille, aux choux, etc.).
- Casi in cui la preposizione à sostituisce la preposizione "in" italiana: à la louange de (in lode di), au pensionnat (in collegio), au bas de la page (in fondo alla pagina), à l'avenir (in futuro), au bout de (in fondo a), au nom de (in nome di), à genoux, au coin du.. (= accanto al...), à proximité de (in prossimità di), aux alentours (nei dintorni), aux mains de (nelle mani di). Si usa la preposizione au con i secoli: au XIXième siècle, au XIVième siècle, etc. (nel diciannovesimo secolo, quattordicesimo secolo, ecc.).[44]
- Casi in cui la preposizione à sostituisce il "con" in italiano: à ma (ta, sa, etc.) surprise, à mon (ton, son, etc.) vif regret (con mio, tuo, ecc. vivo dispiacere), à la faveur de (con il favore di).
- Casi in cui la preposizione à è assente: con le unità di misura come le litre, le kilo, le mètre, etc. (al litro, al chilo, al metro, ecc.)[45], con le espressioni distributive quali deux à deux, un à un, trois à trois, etc. Analogamente troviamo le seguenti espressioni: goutte à goutte, peu à peu, face à face, etc.
- Con i verbi come parler seguiti dal complemento di argomento si omette la preposizione de (es.: parler politique, littérature, sport, affaires, etc.).
- Dopo i verbi di moto si omette la preposizione prima di un infinito (es.: "Il est venu chercher son chat" = è venuto a cercare il suo gatto. Verbi di moto sono: aller, venir, monter, descendre, courir, sortir, entrer. Anche con il verbo se trouver si omette la preposizione di stato in luogo che invece si usa con demeurer (es.: "Son appartement se trouve boulevard Louis XV". "La famille Deujeot demeure à Lyon").
- Si mette la preposizione de dopo alcuni verbi impersonali seguiti da un infinito. Ad esempio troviamo: "il convient de partir"; "il m'arrive (= mi succede) d'être malade"; "il suffirait (= sarebbe sufficiente) de relire le texte", etc. Sono seguiti da de anche le espressioni: "il est utile de "; "il est nécessaire de "; "il est bon de 2. Vogliono la preposizione de i verbi che indicano "fretta": se hâter de, s'empresser de, se dépêcher de (= affrettarsi a) e così pure il verbo faire con gli avverbi bien, mal, mieux (es.: vous avez bien fait de me le dire). Differente uso di preposizioni, rispetto all'italiano, si ha anche con i verbi: chercher à, s'attendre à, aimer à, s'étudier à.
- La preposizione italiana con si rende in francese con avec se indica strumento, par se indica mezzo. Si dice, quindi, ad esempio: ouvrir avec une clef (= aprire con una chiave) e expédier par la poste (= spedire per posta).
- Si omette la preposizione anche con i verbi dichiarativi o di opinione: affirmer, espérer, déclarer, dire, prétendre, désirer, compter, penser, croire, aimer. Esempio: "J'affirme (espère, déclare, dis, désire, pense, etc.) pouvoir faire ce voyage" [Affermo (spero, dichiaro, dico, desidero, penso, ecc.) di poter fare questo viaggio].
- Con il verbo sembler usato impersonalmente non si usa poi la preposizione. Analogamente avviene con il verbo daigner (che vuole l'ausiliare "avoir").
- Il verbo approcher (avvicinare) vuole la preposizione de: il s'est approché de moi = si è avvicinato a me

Esempi: Il me semble avoir bien compris ce que vous venez de me dire. Il a daigné nous recevoir.
- Con il verbo obliger si dice "je vous oblige à faire...", ma "je suis obligé de faire....". Con il verbo demander si usa la preposizione à se i soggetti delle due frasi sono gli stessi (es.: il m'a demandé à être interrogé) e de se i soggetti sono differenti (es.: il m'a demandé de lui permettre de sortir). "Cominciare con", "finire con" si traduce "commencer par", "finir par" (Es.: j'ai fini par oublier tout).

Si dice "je continue à parler" o, se l'azione è limitata nel tempo, "je continue de parler" .

## Forma interrogativa
La forma interrogativa si può costruire in tre modi:
- Con la semplice intonazione.
  - In questo caso si mantiene la stessa costruzione della forma affermativa e si aggiunge soltanto un punto interrogativo. La frase interrogativa così ottenuta va pronunciata con tono ascendente.
Tu as faim ? = hai fame?
- Anteponendo la locuzione est-ce que al soggetto.
  - La costruzione della frase è quella della frase affermativa. È una forma corrente usata sia nella lingua scritta sia nella lingua parlata.
Est-ce que tu as faim ? = hai fame?
- Con l'inversione del soggetto.
  - Si tratta di una forma tipica di un registro più sostenuto e può essere usata sia nella lingua scritta sia nella lingua parlata. Occorre distinguere due casi:
    - Se il soggetto è costituito da un pronome personale oppure da ce e on, il pronome segue il verbo (se si tratta di un tempo semplice) o l'ausiliare (se si tratta di un tempo composto). Il pronome ed il verbo o l'ausiliare vanno uniti mediante un trattino.
As-tu faim ? = hai fame?
    - Se il soggetto è costituito da un nome proprio di persona, da un sostantivo o da un pronome che non sia un pronome personale, tale soggetto rimane davanti al verbo (se si tratta di un tempo semplice) o davanti all'ausiliare (se si tratta di un tempo composto). In tal caso è necessario aggiungere il pronome personale di terza persona, corrispondente al soggetto, dopo il verbo o l'ausiliare, unendolo al verbo mediante un trattino.
Pierre veut-il manger avec nous ? = Piero vuole mangiare con noi?
Vos amies sont-elles parties ? = le vostre amiche sono partite?
Ceux-ci sont-ils en vente ? = questi qui sono in vendita?
Per ragioni di fonetica, è necessario aggiungere una t eufonica tra il verbo o l'ausiliare ed il pronome personale soggetto quando c'è un incontro di vocali (ciò accade soprattutto con i verbi del primo gruppo). Si osservi che la t è preceduta e seguita da trattini.
Ton frère va-t-il souvent au stade? = tuo fratello va spesso allo stadio?
- Con pourquoi bisogna ripetere il soggetto. (Es.: Pourquoi Charles est-il parti? = perché Carlo è partito?).
- La forma interrogativo-negativa si ottiene nel seguente modo: ne + verbo - pronome soggetto + pas (es.: n'as-tu pas vu mes amis? = non hai visto i miei amici?)[46]. Si risponde si ("sì invece!") al posto di oui quando la domanda è negativa e si vuole marcare la positività della risposta contraria alla negazione (ne veux-tu pas sortir? Si, je veux aller au cinéma), mentre oui confermerebbe la negazione (ne veux-tu pas sortir? Oui, je ne veux pas)[47].
- Davanti ad un avverbio si usa pas (es.: as-tu de l'argent? Pas beaucoup).
- Nelle proposizioni incidentali e con peut-être (= forse) si fa l'inversione verbo-soggetto (es.: peut-être étudient-ils chez eux maintenant. Paul, dirait-on, est un homme courageux).

## Verbi
Il verbo francese può essere diviso in due parti: radice e desinenza. La radice è la parte invariabile del verbo, mentre la desinenza varia a seconda del tempo e del modo in cui il verbo viene coniugato.
Come quelli italiani, ma con desinenze diverse, i verbi francesi possono essere divisi in tre gruppi di coniugazione, a seconda della desinenza del verbo stesso coniugato all'infinito presente.
- Verbi in -er appartenenti al primo gruppo: indicativo presente. Ad esempio: parler
  - je parl-e
  - tu parl-es
  - il parl-e
  - nous parl-ons
  - vous parl-ez
  - ils parl-ent
- Verbi in -ir appartenenti al secondo gruppo: indicativo presente. Ad esempio: finir
  - je fin-is
  - tu fin-is
  - il fin-it
  - nous fin-issons
  - vous fin-issez
  - ils fin-issent
- Verbi in -re, -oir, -dre, -tre appartenenti al terzo gruppo.

I primi sono di gran lunga i più diffusi.
Soltanto le coniugazioni dei verbi in -er come parler (tranne aller) ed in -ir come finir possono considerarsi regolari. Tutti gli altri verbi sono irregolari per i cambiamenti che presentano nella radice o per le desinenze.

I modi dei verbi francesi possono essere finiti o indefiniti. Esiste un'ottima corrispondenza tra modi, tempo, azione e aspetto dei verbi francesi e i corrispettivi italiani.

Il paradigma dei verbi francesi è costituito da cinque tempi primari dai quali è possibile ricavare, per i tempi regolari, tutti gli altri tempi, detti tempi derivati.
Tempi primari
- Infinito presente da cui si ricava il futuro e il condizionale.
- Participio presente da cui si ricava indicativo presente (persone del plurale), imperativo (persone del plurale), indicativo imperfetto e congiuntivo presente.
- Participio passato da cui si ricavano i tempi composti come il passé composé.
- Indicativo presente (prima persona singolare) da cui si ricava l'indicativo presente (persone del singolare) e imperativo (singolare)
- Passato remoto (prima persona singolare) da cui si ricava il passato remoto e il congiuntivo imperfetto.

In francese i verbi riflessivi si chiaman verbes pronominaux. Si tratta di verbi accompagnati da pronomi riflessivi (me, te, se, nous, vous, se).
- Coniughiamo il verbo e vi aggiungiamo il pronome riflessivo adatto. Il pronome riflessivo si posiziona tra pronome e verbo.
Esempio:
Je me suis promené en ville.
- Quando il verbo inizia con una vocale si omette la e di me/te/se contraendo pronome riflessivo e verbo con un apostrofo.
Esempio:
Tu t’es promené en ville.

- Nella negazione il ne precede il pronome riflessivo mentre la seconda parte della negazione si posiziona dopo la forma flessa del verbo.

Esempio:
Je ne me suis pas promené en ville.

Alcuni verbi sono riflessivi in francese ma non in italiano, a questo gruppo appartengono:
| se baigner                                          | fare il bagno       |
| s’écrier                                            | esclamare           |
| s’enfuir                                            | fuggire             |
| s’évanouir                                          | svenire             |
| se doucher                                          | fare la doccia      |
| s’écrouler                                          | crollare            |
| s’évader                                            | evadere             |
| se fier à quelqu’ un, avoir confiance en quelqu'un' | fidarsi di qualcuno |
| se méfier de quelqu’ un                             | diffidare di qc.    |
| se promener                                         | passeggiare         |

Altri verbi invece sono riflessivi in italiano ma non in francese. Vi appartengono per esempio:
| Italiano     | Francese      |
| ------------ | ------------- |
| ammalarsi    | tomber malade |
| dimenticarsi | oublier       |
| mouversi     | bouger        |
| vergognarsi  | avoir honte   |

### Forma negativa dei verbi
In francese la forma negativa dei verbi si forma anteponendo al verbo la seminegazione ne e facendolo seguire da pas (es.: je ne parle pas = io non parlo). L'infinito negativo si forma anteponendo all'infinito le due seminegazioni ne e pas (es.: il m'a dit de ne pas parler = egli mi ha detto di non parlare).

### Gallicismi
Col termine gallicismi vengono indicate tre forme perifrastiche, dette anche progressive, usate per esprimere diverse sfumature temporali:
- passé récent si costruisce con venir de + infinito ed indica un'azione appena conclusa rispetto al momento in cui si parla. Ad esempio: Il vient d'arriver (È appena arrivato).
- présent progressif si costruisce con être en train de + infinito ed indica un'azione in corso di svolgimento nel momento in cui si parla o in un dato momento del passato o del futuro. Ad esempio: il est en train d'écrire un roman = sta scrivendo un romanzo.[49]
- futur proche si costruisce con aller + infinito ed indica un'azione che è sul punto di compiersi o un'azione che stava per compiersi in un certo momento del passato, ma che è rimasta in sospeso. Ad esempio: il va partir pour la Corse = sta per partire per la Corsica.[50]

### Differenza trac'esteil est
In francese il verbo être (essere) non si trova mai da solo all'inizio di una frase, a differenza di quanto accade in italiano. La frase italiana senza soggetto introdotta dal verbo essere viene resa, in francese, anteponendo al verbo être un soggetto rappresentato, a seconda dei casi, da ce o da il.
Uso di c'est (ce + être):
- nome determinato (preceduto da un determinante). Ad esempio: è la moto che mi piacerebbe comprare = c'est la moto que j'aimerais acheter. Sono i miei libri = ce sont mes livres.
- pronome. Ad esempio: sono io = c'est moi. È quello che voglio = c'est celui que je veux.
- nome proprio. Ad esempio: è Gérard Depardieu = c'est Gérard Depardieu.
- indicatori di tempo. Ad esempio: è domenica = c'est dimanche.
- aggettivo usato in senso neutro. Ad esempio: è esatto = c'est exact!
- avverbio o proposizione. Ad esempio: è troppo = c'est trop. Non è abbastanza = ce n'est pas assez.
- verbo être tra due infiniti. Ad esempio: volere è potere = vouloir c'est pouvoir
- Ce + être + à + nome corrisponde alla costruzione italiana: è questo, è quello, ecc. (Es.: c'est là mon premier voyage = è questo il primo viaggio).

Uso di il est (il + être):
- nome non determinato. Ad esempio: è sposato = il est marié. È italiana = elle est italienne.
- espressioni di tempo riferite all'ora. Ad esempio: sono le otto = il est huit heures. È tardi = il est tard.
- aggettivo + de + infinito soggetto. Ad esempio: è vietato fumare = il est interdit de fumer, o anche: c'est interdit de fumer. (meno formale).
- aggettivo + que + congiuntivo. Ad esempio: è necessario che tu lavori = il est nécessaire que tu travailles.

### Differenze nell'uso di modi e tempi tra francese e italiano
In francese vi sono usi differenti dei modi e tempi verbali, rispetto all'italiano. Se ne considerano alcuni.
- Dopo la congiunzione ipotetica si (= se) il francese usa il presente indicativo quando in italiano c'è il futuro e l'imperfetto indicativo quando in italiano c'è il congiuntivo imperfetto.

Esempi. Si tu avais (= se tu avessi...); si tu vas (= se tu andrai....).
- Nelle proposizioni comparative ed interrogative indirette il francese usa l'indicativo anziché il congiuntivo come in italiano.

Esempi. Je ne sais pas ce qu'ils ont décidé (= non so che cosa abbiano deciso) [Interrogativa indiretta: "che cosa abbiano deciso"]. Il me demanda pourquoi je partais (= mi domandò perché partissi).[Interrogativa indiretta].
Le travail fut plus difficile que je ne le pensais (= Il lavoro fu più difficile di quanto pensassi). [Comparativa:" di quanto pensassi"].
- Dopo le espressioni au cas où (= nel caso in cui), quand même (= quand'anche), alors même que (= quand'anche)  e per esprimere un'ipotesi, un'eventualità in una proposizione secondaria quando la principale è al condizionale, il francese usa il condizionale presente anziché il congiuntivo imperfetto come l'italiano. Si usa il condizionale presente anche per il futuro nel passato (in italiano c'è il condizionale passato).

Esempi. Quand même il pleuvrait, je sortirais [Quand'anche piovesse, uscirei].
Prends ton parapluie au cas où il pleuvrait [Prendi l'ombrello, nel caso piovesse].
Je l'offrirais à quiconque me le demanderait [Lo offrirei a chiunque me lo domandasse].
Il déclara qu'il m' aiderait [Dichiarò che mi avrebbe aiutato].(Futuro nel passato).
- Tout nel significato di per quanto (+ aggettivo o avverbio) regge l'indicativo anziché il congiuntivo come in italiano (es.: tout intelligent qu'il est... = per quanto intelligente sia...)

- Con i verbi di opinione usati affermativamente (croire, penser, affirmer, dire, supposer, prétendre, espérer, etc.) il francese usa l'indicativo. (Es.: je crois qu'il est méchant = credo che sia malvagio).

### Accordo del participio passato
- Il participio passato été (= stato) è sempre invariabile (es.: nous avons été invités = noi siamo stati invitati).
- Il participio passato si accorda con il soggetto quando è coniugato con essere (es.: Marie est arrivée à l'heure = Maria è arrivata puntuale).
- Si utilizza sempre l'ausiliare être con i verbi pronominali; il participio passato si accorda con il pronome che precede quando questo è un complemento oggetto diretto.

Esempi. Elle s'est lavée à l'eau froide = si è lavata con l'acqua fredda. (In questo esempio se è il complemento oggetto che precede). 
Nous nous sommes imposé des sacrifices = ci siamo imposti dei sacrifici. (In questo esempio il pronome nous è un complemento indiretto: il participio passato resta invariabile quando il complemento oggetto diretto segue il verbo).
Michel et Henri se sont battus = Michele ed Enrico si sono picchiati. (In questo esempio se è il complemento oggetto che precede).
Les sacrifices que nous nous sommes imposés = i sacrifici che ci siamo imposti (il participio passato è accordato con il pronome relativo "que" complemento oggetto diretto che precede).
- Il participio passato coniugato con avoir resta invariabile, salvo in alcuni casi, più oltre indicati (es.: ils ont reçu ma lettre = essi hanno ricevuto la mia lettera).
- Con i verbi intransitivi il pronome è un complemento indiretto, quindi il participio passato resta invariabile (es.: elles se sont plu à la campagne = sono state bene in campagna. Ils se sont parlé au téléphone = si sono parlati al telefono).
- Il participio passato dei verbi pronominali passivi si accorda con il soggetto (es.: ces meubles se sont vendus à un bon prix = questi mobili si sono venduti a buon prezzo).
- Con i verbi solo formalmente pronominali, in cui il pronome (me, te, se, etc.) non ha valore né di complemento oggetto diretto né di complemento indiretto, il participio passato si accorda con il soggetto (es.: elle s'est aperçue de son erreur = si è accorta del suo errore. Ils se sont repentis = si sono pentiti).
- Il participio passato si accorda con il complemento oggetto diretto (pronomi personali le, la, les, te, nous, vous; pronome relativo que) quando è coniugato con 'avoir' e questo complemento oggetto diretto precede il verbo (es.: c'est ma soeur: je l'ai accompagnée au cinéma = è mia sorella: l'ho accompagnata al cinema. On vous a vus à Rome = vi hanno visti a Roma. La femme que j' ai rencontrée aux jardins publics = la donna che ho incontrato ai giardini pubblici).
- Il participio passato preceduto da en (complemento indiretto) resta sempre invariabile (es.: de ces livres, j' en ai lu beaucoup = di questi libri ne ho letti molti).
- Il participio passato seguito da un infinito si accorda con il complemento oggetto diretto che lo precede se questo complemento compie l'azione dell'infinito, come ad esempio nella frase "La chanteuse que nous avons entendue chanter" = la cantante che abbiamo sentito cantare [è la cantante che canta]. Il participio passato resta invece invariabile se il complemento oggetto diretto subisce l'azione dell'infinito, come ad esempio nella frase "la chanson que nous avons entendu chanter" = la canzone che abbiamo sentito cantare [la canzone è cantata].
- Il participio passato fait seguito da un infinito è sempre invariabile (es.: je les ai fait suivre = li ho fatti seguire).
- Il participio passato dei verbi impersonali è sempre invariabile (es.: les sommes qu' il a fallu = le somme che ci sono volute).[55]

### Gerundio
- In francese il gerundio si rende con en + participio presente quando le due azioni sono simultanee e compiute dal medesimo soggetto (Es.: ils sortirent en chantant = uscirono cantando. Je l'ai vu en entrant à l'école = l'ho visto entrando a scuola).
- Tout en + participio presente ha un valore concessivo (pur + gerundio in italiano). (Es.: Tout en lisant elle suivait la conversation = pur leggendo seguiva la conversazione).
- Si rende il gerundio con il participio presente senza en qualora le due azioni non siano successive (sostituibile con poiché o siccome + indicativo), quando i soggetti sono diversi o quando il verbo è negativo o composto.

Esempi. Craignant de me déranger il ne bougea plus = temendo (poiché, siccome temeva) di disturbarmi, non si mosse più. 
Les choses étant ce qu'elles sont, je me tais = stando così le cose, taccio. [soggetti diversi]
Ne sachant que dire... = non sapendo che dire...[verbo negativo]
Ayant dit une bêtise...= avendo detto una sciocchezza....[tempo verbale composto]
- Quando il verbo è impersonale il gerundio si rende con l'indicativo (Es.: s'il le faut, je partirai avec lui = occorrendo, partirò con lui).
- Quando il verbo è in una incidentale, fra due virgole, il gerundio si rende con l'indicativo (Es.: si je peux, je le ferai = potendo, lo farei).

### Approfondimento sui verbi riflessivi e non riflessivi in italiano e in francese
Oltre ai verbi già evidenziati in altro paragrafo, si ricordano i seguenti:
- Verbi riflessivi in francese e non in italiano (hanno l'ausiliare être nei tempi composti): se porter (stare in salute), se promener (passeggiare), s'évanouir (svanire), se flétrir (appassire), se taire (tacere), s'asseoir (sedere), se coucher (tramontare), se dépêcher e se hâter (far presto), se fâcher (andare in collera), s'écouler (scorrere), se noyer (annegare), s'écrouler (crollare), s'épanouir (sbocciare), s'écrier (gridare), se passer de (fare a meno di), se défier (diffidare), s'échapper (scappar via), s'exstasier (andare in estasi), se tromper (sbagliare), se sauver (fuggire).
- Verbi riflessivi in italiano e non in francese (hanno l'ausiliare avoir nei tempi composti): communier (comunicarsi), daigner (degnarsi), bouger (muoversi), approcher (avvicinarsi), tomber malade (ammalarsi; ausiliare être), signer (sottoscriversi), plonger (tuffarsi), avancer (avanzarsi), prendre parti (apparigliarsi a un partito), prendre congé (congedarsi), prendre la liberté (prendersi la libertà), fondre en larmes (struggersi in lacrime), avoir honte (vergognarsi), oublier (dimenticarsi), grimper (arrampicarsi), féliciter quelqu'un (felicitarsi con qualcuno).

### Ausiliariêtreeavoir
Si usa l'ausiliare être: 
- con i verbi alla forma passiva (es.: il fut loué = egli fu lodato);
- con certi verbi di costruzione intransitiva: aller, venir, partir, survenir, entrer, sortir, arriver, parvenir, rester, retourner, naître, mourir, décéder, tomber, monter, descendre, échoir.

Si usa l'ausiliare avoir :
- con i verbi attivi di costruzione transitiva (es.: j' ai acheté une voiture);
- con alcuni verbi di costruzione intransitiva (es.: réussir, fuir);
- con certi verbi intransitivi usati transitivamente (es.: j' ai sorti la voiture);
- come ausiliare di verbi servili seguiti da infinito di verbo intransitivo, laddove in italiano si usa invece l'ausiliare "essere": (es.: j'ai dû partir par ce train = sono dovuto partire con questo treno);
- come ausiliare di verbi indicanti fenomeni atmosferici (il a plu; il a neigé);

Certi verbi possono ammettere l'ausiliare être o avoir a seconda se si sottolinea l'anteriorità di un fatto in rapporto al momento in cui si parla (ausiiare avoir), o il risultato attuale, conseguenza di un fatto anteriore (ausiliare être). Ad esempio si dice "l'autobus a passé devant la maison", mentre si dice "l'autobus est passé depuis dix minutes". Questi verbi sono: aborder, changer, débarquer, déborder, déchoir, déménager, disparaître, diminuer, échouer, émigrer, grandir, grossir, passer, paraître, rajeunir, vieillir, etc.

### Espressioni particolari
Si ricordano alcune espressioni verbali particolari.
- Il y a significa "c'è, ci sono" (passé simple: il y eut; passé composé: il y a eu; imparfait indicatif: il y avait; futur: il y aura e il y aura eu; conditionnel: il y aurait). Nelle espressioni temporali il y a significa "fa" ("quanto tempo fa") e corrisponde quindi all'inglese ago (il y a trois ans = three years ago = tre anni fa).
- Per chiedere la data si usano le seguenti espressioni: quel jour est-ce aujourd'hui? (Es.: c'est le 14 janvier). Oppure si possono usare altre espressioni: quelle date sommes-nous?; le combien sommes nous? (Es.: nous sommes le 14 janvier).[57]
- C'es qu'on = il fatto è che.
- L'età si esprime in francese con l'espressione être âgé de (es.: il est âgé de 32 ans = ha trentadue anni).
- Valoir mieux = essere meglio (es.: il vaut mieux le lui demander = è meglio domandarglielo)[58].
- L'espressione per quanto + soggetto + verbo si traduce con avoir beau + infinito (tu as beau courir, tu ne l'attraperas pas = per quanto tu corra, non lo prenderai).[59]
- Il me tarde de... = non vedo l'ora di...
- Être, mettre à même de... = essere, mettere in grado di...
- En vouloir à quelqu'un = avercela con qualcuno[60]
- Il sostantivo coup (= colpo) è utilizzato in varie espressioni di senso figurato, poi passate anche in italiano: coup de fil (= telefonata, colpo di telefono), coup de vent (= colpo di vento), coup de théâtre (= colpo di scena), etc.
- Se plaire de...= compiacersi di qualcosa (es.: vous vous plaisez de ce spectacle).
- Avoir affaire à quelqu'un = avere a vedersela con qualcuno (es.: il aura affaire à moi = avrà da vedersela con me).
- S'attendre à cela = aspettarsela (es.: je m'attendais à cela = me l'aspettavo).
- Il est (grand) temps de....; il n'est que temps de.... = è ora di...
- Revenir à ses moutons = tornare a bomba (es.: revenons à nos moutons).
- Découvrir le pot (vaso) aux roses = scoprire gli altarini.
- Sous un peu = fra poco.
- À part moi = fra me e me.
- Entre quatre yeux = a quattr'occhi.
- Nager entre deux eaux = barcamenarsi.
- Hors de prix = carissimo.
- Mettre hors de gong = uscire dai gangheri.
- Faire fausse route = essere fuori strada.

## Lessico

### Falsi amici
I falsi amici sono parole che possono essere facilmente confuse nel passaggio da una lingua all'altra. Infatti il loro significato è spesso diverso da quello che sembrano avere in apparenza.
Alcuni esempi di uso comune:
- fermer non significa fermare (arrêter) ma chiudere
- gare non significa gara (compétition) ma stazione
- pourtant non significa pertanto (donc) ma tuttavia o eppure
- salir non significa salire (monter) ma sporcare
- tache non significa tasca (poche) ma macchia; con l'accento circonflesso, tâche, significa incarico, compito (ma compiti per la scuola: les devoirs.)
- averse non significa avverso (adverse) ma acquazzone
- cantine non significa cantina (cave) ma mensa

Altri casi di falsi amici sono i falsi francesismi, cioè parole o espressioni francesi che però nella lingua francese non esistono.

### Nomi di persona maschili e femmini e cognomi francesi diffusi
I nomi maschili e femminili più diffusi sono quelli più diffusi in Francia nel 2018, mentre i cognomi più diffusi sono sempre quelli in Francia. Questi nomi servono a dare un'idea molto vaga di come siano i nomi e cognomi francesi (a questi se ne aggiungono altri di origine araba e africana, data la diffusione della lingua e l'immigrazione).
| Nomi maschili | Nomi femminili | Cognomi diffusi |
| ------------- | -------------- | --------------- |
| Gabriel       | Emma           | Martin          |
| Raphaël       | Jade           | Bernard         |
| Léo           | Louise         | Robert          |
| Louis         | Alice          | Richard         |
| Lucas         | Chloë          | Durand          |
| Adam          | Lena           | Dubois          |
| Arthur        | Léa            | Moreau          |
| Jules         | Rose           | Simon           |
| Hugo          | Anna           | Laurent         |
| Maël          | Mila           | Michel          |
| Liam          | Inès           | Garcia          |
| Ethan         | Ambre          | Thomas          |
| Paul          | Julia          | Leroy           |
| Nathan        | Mia            | David           |
| Gabin         | Léna           | Morel           |
| Sacha         | Manon          | Roux            |
| Noah          | Juliette       | Girard          |
| Tom           | Lou            | Fournier        |
| Mohamed       | Camille        | Lambert         |
| Aaron         | Zoé            | Lefebvre        |

### Nomi comuni di persona e mestieri
| Vocabolo al maschile e femminile                                     | Plurale maschile                               | Traduzione                      |
| -------------------------------------------------------------------- | ---------------------------------------------- | ------------------------------- |
| le professeur > la professeure                                       | les professeurs                                | il professore                   |
| l'employé > l'employée                                               | les employés                                   | l'impiegato                     |
| le secrétaire > la secrétaire                                        | les secrétaires                                | il segretario                   |
| le bibliothécaire > la bibliothécaire                                | les bibliothécaires                            | il bibliotecario                |
| l'acteur > l'actrice                                                 | les acteurs                                    | l'attore                        |
| le médecin > la (femme) médecin                                      | les médecins                                   | il dottore/medico               |
| l'avocat > l'avocate                                                 | les avocats                                    | l'avvocato                      |
| le gérant/directeur > la gérante/directrice; le manager > la manager | les gérants/directeurs; les managers           | il manager/gestore              |
| Le directeur général > la directrice générale                        | les directeurs généraux                        | il CEO (Il direttore esecutivo) |
| l'écrivain > l'écrivaine                                             | les écrivains                                  | lo scrittore                    |
| le journaliste > la journaliste                                      | les journalistes                               | il giornalista                  |
| le musicien > la musicienne                                          | les musiciens                                  | il musicista                    |
| le youtuber > la youtuber                                            | les youtubers                                  | lo youtuber                     |
| le réalisateur > la réalisatrice                                     | les réalisateurs                               | il regista                      |
| le policier/l'officier de police > la policière                      | les policiers                                  | il poliziotto                   |
| le juge > la juge                                                    | les juges                                      | il giudice                      |
| le chimiste > la chimiste                                            | les chimistes                                  | il chimico                      |
| le dentiste > la dentiste                                            | les dentistes                                  | il dentista                     |
| le vétérinaire > la vétérinaire                                      | les vétérinaires                               | il veterinario                  |
| le caissier > la caissière                                           | les caissiers                                  | il cassiere                     |
| l'entraîneur > l'entraîneuse                                         | les entraîneurs                                | l'allenatore                    |
| le politicien > la politicienne                                      | les politiciens                                | il politico                     |
| le paysan > la paysanne                                              | les paysans                                    | il contadino                    |
| le pompier > la pompière                                             | les pompiers                                   | il pompiere                     |
| le gigolo > la prostituée                                            | les gigolos > les prostituées                  | il gigolò, la prostituta        |
| le trafiquant de drogue > la trafiquante de drogue                   | les trafiquants de drogue                      | il trafficante/lo spacciatore   |
| le prêtre > la religieuse/la nonne                                   | les prêtres > les nonnes                       | Il prete > la suora             |
| l'électricien > l'électricienne                                      | les électriciens                               | l'elettricista                  |
| le touriste > la touriste                                            | les touristes                                  | il turista                      |
| le traducteur > la traductrice                                       | les traducteurs                                | il traduttore                   |
| le peintre > la peintre                                              | les peintres                                   | il pittore                      |
| le sculpteur > la sculptrice                                         | les sculpteurs                                 | lo scultore                     |
| le technicien > la technicienne                                      | les techniciens                                | il tecnico                      |
| le travailleur > la travailleuse                                     | les travailleurs                               | il lavoratore; l'operaio        |
| le boucher > la bouchère                                             | les bouchers                                   | il macellaio                    |
| le marchand de légumes > la marchande de légumes                     | les marchands de légumes                       | il fruttivendolo                |
| l'artisan > l'artisane                                               | les artisans                                   | l'artigiano                     |
| le vendeur > la vendeuse                                             | les vendeurs                                   | il venditore                    |
| l'entrepreneur > l'entrepreneuse                                     | les entrepreneurs                              | l'imprenditore                  |
| le développeur > la développeuse                                     | les développeurs                               | lo sviluppatore                 |
| le tailleur > la couturière                                          | les tailleurs > les couturières                | il sarto                        |
| le soldat > la soldate                                               | les soldats                                    | il soldato                      |
| le conducteur > la conductrice                                       | les conducteurs                                | l'autista/il conducente         |
| le serveur > la serveuse                                             | les serveurs                                   | il barman; il cameriere         |
| le coiffeur > la coiffeuse                                           | les coiffeurs                                  | il parrucchiere                 |
| le chef > la chef                                                    | les chefs                                      | il cuoco/lo chef                |
| l'architecte > l'architecte                                          | les architectes                                | l'architetto                    |
| l'ingénieur > l'ingénieure                                           | les ingénieurs                                 | l'ingegnere                     |
| le savant > la savante                                               | les savants                                    | lo studioso                     |
| le scientifique > la scientifique                                    | les scientifiques                              | lo scienziato                   |
| l'étudiant > l'étudiante                                             | les étudiants                                  | lo studente                     |
| le chômeur > la chômeuse                                             | les chômeurs                                   | il disoccupato                  |
| l'homme > la femme                                                   | les hommes > les femmes                        | l'uomo > la donna               |
| l'enfant                                                             | les enfants                                    | il bambino                      |
| le mari/l'époux > la femme/l'épouse                                  | les époux                                      | il marito > la moglie           |
| le frère > la sœur                                                   | les frères > les sœurs                         | il fratello > la sorella        |
| le garçon > la fille                                                 | les garçons > les filles                       | il ragazzo > la ragazza         |
| le petit ami > la petite amie                                        | les petits amis > les petites amies            | il fidanzato > la fidanzata     |
| l'aîné > l'aînée                                                     | les aînés                                      | l'anziano                       |
| le père > la mère (le papa > la maman)                               | les pères > les mères (les papas > les mamans) | il padre > la madre             |

### Nomi comuni di luogo (incluse le stanze della casa) e elementi geografici
| Vocabolo                           | Plurale                                  | Traduzione                          |
| ---------------------------------- | ---------------------------------------- | ----------------------------------- |
| la maison                          | les maisons                              | la casa                             |
| le salon                           | les salons                               | il soggiorno                        |
| la cuisine                         | les cuisines                             | la cucina                           |
| la chambre (à coucher)             | les chambres à coucher                   | la camera da letto                  |
| la salle de bain                   | les salles de bain                       | il bagno                            |
| l'armoire                          | les armoires                             | l'armadio                           |
| le couloir                         | les couloirs                             | il corridoio                        |
| le toit                            | les toits                                | il tetto                            |
| la mairie                          | les mairies                              | il municipio                        |
| la bibliothèque                    | les bibliothèques                        | la biblioteca                       |
| le marché                          | les marchés                              | il mercato                          |
| le supermarché                     | les supermarchés                         | il supermercato                     |
| le terrain de football             | les terrains de football                 | il campo da calcio/football         |
| la banque                          | les banques                              | la banca                            |
| la route (l'avenue, le boulevard*) | les routes (les avenues, les boulevards) | la strada (* strada grossa)         |
| le parking                         | les parkings                             | il parcheggio                       |
| la place                           | les places                               | la piazza                           |
| l'hôpital                          | les hôpitaux                             | l'ospedale                          |
| l'aéroport                         | les aéroports                            | l'aeroporto                         |
| la gare                            | les gares                                | la stazione del treno               |
| l'arrêt de bus                     | les arrêts de bus                        | la fermata del bus                  |
| l'école                            | les écoles                               | la scuola                           |
| l'université                       | les universités                          | l'università                        |
| le théâtre                         | les théâtres                             | il teatro                           |
| le restaurant                      | les restaurants                          | il ristorante                       |
| la boulangerie                     | les boulangeries                         | la panetteria                       |
| l'hôtel                            | les hotels                               | l'hotel, il motel                   |
| le parc                            | les parcs                                | il parco                            |
| l'église                           | les églises                              | la chiesa (vedi spagnolo "iglesia") |
| le gratte-ciel                     | les gratte-ciel                          | il grattacielo                      |
| la villa                           | les villas                               | la villa                            |
| la montagne                        | les montagnes                            | la montagna                         |
| la colline                         | les collines                             | la collina                          |
| la plaine                          | les plaines                              | la pianura                          |
| la mer                             | les mers                                 | il mare                             |
| la rivière                         | les rivières                             | il fiume                            |
| le lac                             | les lacs                                 | il lago                             |
| la plage                           | les plages                               | la spiaggia                         |
| la forêt                           | les forets                               | la foresta                          |
| le volcan                          | les volcans                              | il vulcano                          |
| le désert                          | les déserts                              | il deserto                          |
| la savane                          | les savanes                              | la savana                           |
| la ville                           | les villes                               | la città                            |
| la campagne                        | les campagnes                            | la campagna                         |

### Nomi di mobili, piccoli oggetti e attrezzi non tecnologici e analogici, mezzi di spostamento
| Vocabolo                | Plurale                    | Traduzione                         |
| ----------------------- | -------------------------- | ---------------------------------- |
| la voiture (électrique) | les voitures (électriques) | la macchina/automobile (elettrica) |
| le char                 | les chars                  | la carrozza                        |
| le vélo                 | les vélos                  | la bicicletta                      |
| le scooter              | les scooters               | lo scooter                         |
| la moto                 | les motos                  | la motocicletta                    |
| l'avion                 | les avions                 | l'aereo                            |
| l'hélicoptère           | les hélicoptères           | l'elicottero                       |
| le camion               | les camions                | il camion/furgone                  |
| le plat                 | les plats                  | il piatto                          |
| la fourchette           | les fourches               | la forchetta                       |
| la cuillère             | les cuillères              | il cucchiaio                       |
| le couteau              | les couteaux               | il coltello                        |
| le pot                  | les pots                   | la pentola                         |
| la poêle/la casserole   | les casseroles             | la padella                         |
| la boussole             | les boussoles              | la bussola                         |
| la clé                  | les clés                   | la chiave inglese                  |
| le clou                 | les ongles                 | il chiodo                          |
| la bouteille            | les bouteilles             | la bottiglia                       |
| le parapluie            | les parapluies             | l'ombrello                         |
| la porte                | les portes                 | la porta                           |
| la fenêtre              | les fenêtres               | la finestra                        |
| le stylo                | les stylos                 | la penna                           |
| le crayon               | les crayons                | la matita                          |
| la feuille              | les feuilles               | il foglio                          |
| la boîte                | les boîtes                 | la scatola/cassa                   |
| la couverture           | les couvertures            | la coperta                         |
| la table                | les tables                 | la tavola/il tavolo                |
| la chaise               | les chaises                | la sedia                           |
| le canapé; le fauteuil  | les canapés; les fauteuils | la poltrona                        |
| le tapis                | les tapis                  | il tappeto                         |
| la peinture             | les peintures              | il dipinto/quadro                  |
| le vase (le pot*)       | les vases (les pots)       | il vaso (*da fiori)                |
| la librairie            | les librairies             | la libreria                        |
| l'évier                 | les éviers                 | il lavello                         |
| le miroir               | les miroirs                | lo specchio                        |
| la clé                  | les clés                   | la chiave                          |

### Nomi di oggetti tecnologici digitali
| Vocabolo                    | Plurale                     | Traduzione                                    |
| --------------------------- | --------------------------- | --------------------------------------------- |
| l'ordinateur                | les ordinateurs             | il computer                                   |
| le téléphone                | les téléphones              | il telefono                                   |
| le smartphone               | les smartphones             | lo smartphone                                 |
| l'horloge numérique         | les horloges numériques     | l'orologio digitale                           |
| l'imprimante                | les imprimantes             | la stampante                                  |
| le mixeur                   | les mixeurs                 | il frullatore/mixer                           |
| le four                     | les fours                   | il forno                                      |
| le four à micro-ondes       | les fours à micro-ondes     | il forno a microonde                          |
| le lecteur de musique       | les lecteurs de musique     | il riproduttore musicale                      |
| la télé[vision]             | les téléviseurs             | la televisione                                |
| le climatiseur              | les climatiseurs            | il condizionatore (d'aria), il climatizzatore |
| le réfrigérateur (frigo)    | les réfrigérateurs (frigos) | il frigo[rifero]                              |
| le congélateur              | les congélateurs            | i freezer/congelatore                         |
| le routeur                  | les routeurs                | il router                                     |
| la lampe                    | les lampes                  | la lampada                                    |
| la torche électrique        | les torches électriques     | la torcia (elettrica)                         |
| la radio                    | les radios                  | la radio                                      |
| l'appareil photo[graphique] | les appareils photo         | la macchina fotografica                       |
| le caméscope                | les caméscopes              | la telecamera                                 |
| la prise électrique         | les prises électriques      | la presa elettrica                            |
| la machine à laver          | les machines à laver        | la lavatrice                                  |
| le lave-vaisselle           | les lave-vaisselle          | la lavastoviglie                              |

### Parti del corpo
| Vocabolo                               | Plurale                                  | Traduzione                     |
| -------------------------------------- | ---------------------------------------- | ------------------------------ |
| le corps                               | les corps                                | il corpo                       |
| la tête                                | les têtes                                | la testa                       |
| l'oeil                                 | les yeux                                 | l'occhio                       |
| l'oreille                              | les oreilles                             | l'orecchio                     |
| le cheveu                              | les cheveux                              | i capelli                      |
| le nez                                 | les nez                                  | il naso                        |
| la bouche                              | les bouches                              | la bocca                       |
| la lèvre                               | les lèvres                               | il labbro                      |
| la dent                                | les dents                                | il dente                       |
| la langue                              | les langues                              | la lingua                      |
| le menton                              | les mentons                              | il mento                       |
| le cou                                 | les cous                                 | il collo                       |
| la poitrine                            | les poitrines                            | il petto                       |
| le sein                                | les seins                                | il seno                        |
| l'abdomen                              | les abdomens                             | l'addome                       |
| l'organe génital                       | les organes génitaux                     | l'organo genitale              |
| le pénis (* la bite)                   | les pénis                                | il pene (* volgare)            |
| le vagin (* la chatte)                 | les vagins                               | la vagina (* eufemistico)      |
| le bras                                | les bras                                 | il braccio                     |
| le coude                               | les coudes                               | il gomito (spagnolo: el codo)  |
| la main                                | les mains                                | la mano                        |
| la paume (de la main)                  | les paumes (de la main)                  | il palmo (della mano)          |
| le doigt (de la main) (de pied/orteil) | les doigts (de la main) de pied (oreils) | il dito (della mano/del piede) |
| le dos                                 | les dos                                  | la schiena                     |
| la fesse (le cul*)                     | les fesses                               | chiappa (* volgare)            |
| la jambe                               | les jambes                               | la gamba                       |
| le genou                               | les genoux                               | il ginocchio                   |
| le pied                                | les pieds                                | il piede                       |
| la plante du pied                      | les plantes du pied                      | la pianta del piede            |
| le talon                               | les talons                               | il tallone/calcagno            |
| le muscle                              | les muscles                              | i muscoli                      |
| le cœur                                | les cœurs                                | il cuore                       |
| le cerveau                             | les cerveaux                             | il cervello                    |
| le poumon                              | les poumons                              | i polmoni                      |
| l'estomac                              | les estomacs                             | lo stomaco                     |
| le rein                                | les reins                                | i reni                         |
| le foie                                | les foies                                | il fegato                      |
| le nerf                                | les nerfs                                | i nervi                        |
| la veine                               | les veines                               | la vena                        |

### Cibi (inclusa dei frutti e dolci), bevande, condimenti e ingredienti
| Vocabolo +plurale                               | Traduzione                          |
| ----------------------------------------------- | ----------------------------------- |
| l'eau minérale                                  | l'acqua minerale                    |
| le vin blanc                                    | il vino bianco                      |
| la bière                                        | la birra                            |
| le thé au beurre                                | il tè al burro                      |
| le café express                                 | il caffè espresso                   |
| le cappuccino                                   | il cappuccino                       |
| le beurre                                       | il burro                            |
| la farine intégrale                             | la farina integrale                 |
| le pain                                         | il pane                             |
| l'huile épicée                                  | l'olio piccante                     |
| le vinaigre blanc                               | l'aceto bianco                      |
| la cassonade                                    | lo zucchero di canna                |
| le gros sel                                     | il sale grosso                      |
| l'œuf > les œufs                                | l'uovo                              |
| le gâteau au chocolat > les gâteaux au chocolat | la torta di cioccolato              |
| le lait partiellement écrémé                    | il latte parzialmente scremato      |
| les spaghettis à la sauce tomate                | gli spaghetti con salsa di pomodoro |
| le sushi nigiri                                 | il sushi nigiri                     |
| le sashimi                                      | il sashimi                          |
| la pizza margherita                             | la pizza margherita                 |
| la viande (le porc*)                            | la carne (*di porco/maiale)         |
| les pommes de terre sautées à la mayonnaise     | la patate fritte con maionese       |
| les légumes bouillis                            | le verdure cotte                    |
| le bacon                                        | il bacon                            |
| le gingembre                                    | lo zenzero                          |
| la tomate > les tomates                         | il pomodoro                         |
| l'aubergine > les aubergines                    | la melanzana                        |
| la citrouille > les citrouilles                 | la zucca                            |
| le concombre > les concombres                   | il cetriolo                         |
| le fromage                                      | il formaggio                        |
| le poivre noir                                  | il pepe nero                        |
| le piment > les piments                         | il peperoncino/chili                |
| la pomme rouge > les pommes rouges              | la mela rossa                       |
| la banane > les bananes                         | la banana                           |
| la poire > les poires                           | la pera                             |
| l'ananas > les ananas                           | l'ananas                            |
| la carotte > les carottes                       | la carota                           |
| le melon d'eau > les melons d'eau               | l'anguria/cocomero                  |
| le kiwi > les kiwis                             | il kiwi                             |
| la pêche > les pêches                           | la pesca                            |
| le biscuit > les biscuits                       | il biscotto                         |
| la confiture de fraise                          | la marmellata di fragole            |
| l'ail                                           | l'aglio                             |
| l'oignon > les oignons                          | la cipolla                          |

### Animali
| Vocabolo             | Plurali                  | Traduzione             |
| -------------------- | ------------------------ | ---------------------- |
| le chien             | les chiens               | il cane                |
| le chat              | les chats                | il gatto               |
| le canard            | les canards              | l'anatra               |
| le cygne             | les cygnes               | il cigno               |
| le poisson           | les poissons             | il pesce               |
| le crabe             | les crabes               | il granchio            |
| la pieuvre/le poulpe | les pieuvres/les poulpes | il polpo/polipo/piovra |
| le lion              | les lions                | il leone               |
| l'oiseau             | les oiseaux              | l'uccello              |
| l'aigle              | les aigles               | l'aquila               |
| le tigre             | les tigres               | la tigre               |
| le zèbre             | les zèbres               | la zebra               |
| la girafe            | les girafes              | la giraffa             |
| le chameau           | les chameaux             | il cammello            |
| l'âne                | les ânes                 | l'asino                |
| le cheval            | les chevaux              | il cavallo             |
| l'écureuil           | les écureuils            | lo scoiattolo          |
| le loup              | les loups                | il lupo                |
| l'ours               | les ours                 | l'orso                 |
| le serpent           | les serpents             | il serpente            |
| la grenouille        | les grenouilles          | la rana                |
| la vache             | les vaches               | la mucca/vacca         |
| la chèvre            | les chèvres              | la capra               |
| le cochon            | les cochons              | il porco/maiale        |
| le renard            | les renards              | la volpe               |
| l'araignée           | les araignées            | il ragno               |
| le moustique         | les moustiques           | la zanzara             |
| le papillon          | les papillons            | la farfalla            |
| l'abeille            | les abeilles             | l'ape                  |
| le scorpion          | les scorpions            | lo scorpione           |
| le singe             | les singes               | la scimmia             |
| l'éléphant           | les éléphants            | l'elefante             |
| le rhinocéros        | les rhinocéros           | il rinoceronte         |
| le panda             | les pandas               | il panda               |
| le hibou             | les hiboux               | il gufo                |
| le corbeau           | les corbeaux             | il corvo               |

### Stati principali e nome della capitale
| Stato                               | Nome della capitale (italiano)    | Nome della capitale (francese)    | Traduzione stato e popolo                      |
| ----------------------------------- | --------------------------------- | --------------------------------- | ---------------------------------------------- |
| le Mexique                          | Città del Messico                 | Ville de Mexico                   | Messico > i messicani                          |
| l'Argentine                         | Buenos Aires                      | Buenos Aires                      | Argentina > gli argentini                      |
| l'Équateur                          | Quito                             | Quito                             | Ecuador > gli ecuadoriani/ecuadoregni          |
| la Colombie                         | (Santa Fé de) Bogotà              | (Santa Fé de) Bogotà              | Colombia > i colombiani                        |
| Panama                              | Panamà (Panama City)              | Ville de Panama                   | Panama > i panamensi                           |
| Cuba                                | L'Avana                           | La Havane                         | Cuba > i cubani                                |
| Porto Rico                          | San Juan                          | San Juan                          | Puerto Rico > i puertoricani                   |
| les Caraïbes                        | - - -                             | - - -                             | i Caraibi > i caraibici (le Antille)           |
| les Bahamas                         | Nassau                            | Nassau                            | le Bahamas > i bahamiani                       |
| le Venezuela                        | Caracas                           | Caracas                           | Venezuela > i venezuelani                      |
| le Chili                            | Santiago del Chile                | Santiago du Chili                 | Cile > i cileni                                |
| le Pérou                            | Lima                              | Lima                              | Perù > i peruviani                             |
| le Paraguay                         | Asunción                          | Asuncion                          | Paraguay > i paraguaiani                       |
| l'Uruguay                           | Montevideo                        | Montevideo                        | Uruguay > gli uruguaiani                       |
| le Brésil                           | Brasilia                          | Brasilia                          | Brasile > i brasiliani                         |
| Angola                              | Luanda                            | Luanda                            | Angola > gli angolani                          |
| Mozambique                          | Maputo                            | Maputo                            | Mozambico > i mozambicani                      |
| Timor Oriental                      | Dili                              | Dili                              | Timor-Leste, Timor Est > i timore(n)si         |
| le Portugal                         | Lisbona                           | Lisbonne                          | Portogallo > i portoghesi                      |
| l'Italie                            | Roma                              | Rome                              | Italia > gli italiani                          |
| l'Allemagne                         | Berlino                           | Berlin                            | Germania > i tedeschi                          |
| la France                           | Parigi                            | Paris                             | Francia > i francesi                           |
| la Belgique                         | Bruxelles                         | Burxelles                         | Belgio > i belgi                               |
| le Luxembourg                       | Lussemburgo                       | Luxembourg                        | Lussemburgo > i lussemburghesi                 |
| l'Espagne                           | Madrid                            | Madrid                            | Spagna > gli spagnoli                          |
| la Roumanie                         | Bucarest                          | Bucarest                          | Romania > i romeni/rumeni                      |
| la Grèce                            | Atene                             | Athènes                           | Grecia > i greci                               |
| l'Angleterre                        | Londra                            | Londres                           | Inghilterra > gli inglesi                      |
| l'Irlande                           | Dublino                           | Dublin                            | Irlanda > gli irlandesi                        |
| Les Etats-Unis d'Amérique           | Washington (District of Columbia) | Washington (District de Colombie) | Stati Uniti d'America > gli statunitensi       |
| le Canada                           | Ottawa                            | Ottawa                            | Canada > i canadesi                            |
| la Russie                           | Mosca                             | Moscou                            | Russia > i russi                               |
| l'Ukraine                           | Kiev                              | Kiev                              | Ucraina > gli ucraini                          |
| l'Arabie Saoudite                   | Riad                              | Riyad                             | Arabia Saudita > i sauditi                     |
| l'Egypte                            | Il Cairo                          | le Caire                          | Egitto > gli egiziani                          |
| l'archipel de la Polynésie          | - - -                             | - - -                             | Arcipelago della Polinesia > i polinesiani     |
| l'Indonésie                         | Jakarta                           | Jakarta                           | Indonesia > gli indonesiani                    |
| Les Philippines                     | Manila                            | Manille                           | Filippine > i filippini                        |
| l'Australie                         | Canberra                          | Canberra                          | Australia > gli australiani                    |
| la Nouvelle-Zélande                 | Wellington                        | Wellington                        | Nuova Zelanda > i neozelandesi                 |
| la République Populaire de Chine    | Pechino/Beijing                   | Pékin                             | Repubblica Popolare Cinese > i cinesi          |
| le Japon                            | Tokyo                             | Tokyo                             | Giappone > i giapponesi                        |
| la Corée du Sud                     | Seul                              | Séoul                             | Corea del Sud > i sudcoreani                   |
| le Vietnam                          | Hanoi                             | Hanoï                             | Vietnam > i vietnamiti                         |
| le Myanmar/la Birmanie              | Naypyidaw ("nepidò")              | Naypyidaw                         | Myanmar/Birmania > i birmani                   |
| le Cambodge                         | Phnom Penh                        | Phnom Penh                        | Cambogia > i cambogiani                        |
| la Thaïlande                        | Bangkok                           | Bangkok                           | Thailandia > i thailandesi                     |
| la Mongolie                         | Ulan Bator                        | Ulan Bator                        | Mongolia > i mongoli                           |
| l'Inde                              | Nuova Delhi                       | New Delhi                         | India > gli indiani                            |
| le Pakistan                         | Islamabad                         | Islamabad                         | Pakistan > i pakistani/pachistani              |
| le Bangladesh                       | Dhaka                             | Dhaka                             | Bangladesh > i bengalesi                       |
| la Turquie                          | Ankara                            | Ankara                            | Turchia > i turchi                             |
| le Nigeria                          | Abuja                             | Abuja                             | Nigeria > i nigeriani                          |
| l'Éthiopie                          | Addis Abeba                       | Addis Ababa                       | Etiopia > gli etiopi                           |
| l'Algérie                           | Algeri                            | Alger                             | Algeria > gli algerini                         |
| la Tanzanie                         | Dodoma                            | Dodoma                            | Tanzania > i tanzani                           |
| le Kenya                            | Nairobi                           | Nairobi                           | Kenya > i kenioti/keniani                      |
| la République Démocratique du Congo | Kinshasa                          | Kinshasa                          | Repubblica Democratica del Congo > i congolesi |
| le Madagascar                       | Antananarivo                      | Antananarivo                      | Madagascar > i malgasci                        |
| le Cameroun                         | Yaoundé                           | Yaoundé                           | Camerun > i camerunesi                         |
| le Niger                            | Niamey                            | Niamey                            | Niger > i nigerini                             |
| le Burkina Faso                     | Ouagadougou                       | Ouagadougou                       | Burkina Faso > i burkinabé                     |
| le Mali                             | Bamako                            | Bamako                            | Mali > i maliani                               |
| le Sénégal                          | Dakar                             | Dakar                             | Senegal > i senegalesi                         |
| le Tchad                            | N'Djamena                         | N'Djaména                         | Chad > i chadiani                              |
| le Rwanda                           | Kigali                            | Kigali                            | Ruanda > i ruandesi                            |
| le Burundi                          | Gitega                            | Gitega                            | Burundi > i burundesi                          |
| le Bénin                            | Porto Novo (; Cotonou)            | Porto Novo (; Cotonou)            | Benin > i beniniani/beninesi                   |
| le Gabon                            | Libreville                        | Libreville                        | Gabon > i gabonesi                             |
| l'Afrique du Sud                    | Pretoria                          | Pretoria                          | Sudafrica > i sudafricani                      |
| l'archipel des Seychelles           | Victoria                          | Victoria                          | Seychelles > i seicellesi                      |
| Vanuatu                             | Port Vila                         | Port Vila                         | Vanuatu > i vanuatiani                         |
| Haïti                               | Port-au-Prince                    | Port-au-Prince                    | Haiti > gli haitiani                           |

### Nomi di entità e organizzazioni sovranazionali e internazionali
| Organizzazione                                                            | Traduzione                                                                   |
| ------------------------------------------------------------------------- | ---------------------------------------------------------------------------- |
| Organisation des Nations Unies                                            | Organizzazione delle Nazioni Unite                                           |
| Union Européenne                                                          | Unione Europea                                                               |
| Union Africaine                                                           | Unione Africana                                                              |
| Organisation du Traité de l'Atlantique Nord                               | Organizzazione del Trattato dell'Atlantico Settentrionale                    |
| G8                                                                        | G8                                                                           |
| BRICS                                                                     | BRICS                                                                        |
| Banque Mondiale                                                           | Banca Mondiale                                                               |
| Fond monétaire international                                              | Fondo Monetario Internazionale                                               |
| Association des Nations de l'Asie du Sud-Est                              | Associazione delle Nazioni del Sudest Asiatico                               |
| Organisation Mondiale de la Santé                                         | Organizzazione Mondiale della Salute                                         |
| L'organisation de Commerce Mondial                                        | Organizzazione Mondiale del Commercio                                        |
| Organisation Internationale de Police Criminelle                          | Organizzazione Internazionale della Polizia Criminale                        |
| Organisation Internationale de la Francophonie                            | Organizzazione Internazionale della Francofonia                              |
| Communauté des Pays de Langue Portugaise                                  | Comunità di Paesi di Lingua Portoghese                                       |
| Commonwealth des Nations                                                  | Commonwealth delle Nazioni                                                   |
| Mouvement International de la Croix-Roug et du Croissant-Rouge            | Movimento Internazionale della Croce Rossa e Mezzaluna Rossa                 |
| Cour Pénale Internationale                                                | Corte Penale Internazionale                                                  |
| Organisation des Nations Unies pour l'éducation, la Science et la Culture | Organizzazione delle Nazioni Unite per l'Educazione, la Scienza e la Cultura |
| Le Fonds des Nations Unies pour l'Enfance                                 | Fondo delle Nazioni Unite per l'Infanzia                                     |

### Aggettivi (esclusi i colori)
| Vocabolo                        | Plurale                         | Traduzione      |
| ------------------------------- | ------------------------------- | --------------- |
| beau > belle                    | beaux > belles                  | bello           |
| laid > laide                    | laids > laides                  | brutto          |
| bon > bonne                     | bons > bonnes                   | buono           |
| mauvais > mauvaise              | mauvais > mauvaises             | cattivo         |
| grand > grande                  | grands > grandes                | alto (persone)  |
| haut > haute                    | hauts > hautes                  | alto (oggetti)  |
| petit > petite                  | petits > petites                | basso (persone) |
| bas > basse                     | bas > basses                    | basso (oggetti) |
| long > longue                   | longs > longues                 | lungo           |
| court > courte                  | courts > courtes                | corto           |
| grand > grande; gros > grosse   | grands > grandes gros > grosses | grande; grosso  |
| énorme                          | énormes                         | enorme          |
| solide                          | solides                         | solido          |
| liquide                         | liquides                        | liquido         |
| dur > dure                      | durs > dures                    | duro            |
| doux > douce                    | doux > douces                   | morbido         |
| sucrè > sucrée                  | sucrés > sucrées                | dolce           |
| salé > salée                    | salés > salées                  | salato          |
| amer > amère (!!! amare: aimer) | amers > amères                  | amaro           |
| facile                          | faciles                         | facile          |
| difficile                       | difficiles                      | difficile       |
| chaud > chaude                  | chauds > chaudes                | caldo           |
| froid > froide                  | froids > froides                | freddo          |
| épais > épaisse                 | épais > épaisses                | spesso          |
| mince                           | minces                          | sottile         |
| timide                          | timides                         | timido          |
| intelligent > intelligente      | intelligents > intelligentes    | intelligente    |
| stupide                         | stupides                        | stupido         |
| corageux > corageuse            | corageux > corageuses           | coraggioso      |
| qualifié > qualifiée            | qualifiés > qualifiées          | abile           |
| fâché > fâchée                  | fâchés > fâchées                | arrabbiato      |
| triste                          | tristes                         | triste          |
| heureux > heureuse              | heureux > heureuses             | felice/allegro  |
| mince                           | minces                          | magro           |
| gras > graisse                  | gras > graisses                 | grasso          |
| riche                           | riches                          | ricco           |
| pauvre                          | pauvres                         | povero          |

### Colori
| Vocabolo                 | Plurali                    | Traduzione  |
| ------------------------ | -------------------------- | ----------- |
| blanc > blanche          | blancs > blanches          | Bianco      |
| noir > noire             | noirs > noires             | Nero        |
| rouge                    | rouges                     | Rosso       |
| rose                     | roses                      | Rosa        |
| orange                   | oranges                    | Arancione   |
| jaune                    | jaunes                     | Giallo      |
| vert > verte             | verts > vertes             | Verde       |
| bleu > bleue             | bleus > bleues             | Blu         |
| bleu clair > bleue clair | bleus clair > bleues clair | Azzurro     |
| violet > violette        | violets > violettes        | Viola       |
| gris > grise             | gris > grises              | Grigio      |
| marron; brun             | marrons; bruns             | Marrone     |
| couleur café             | couleur café               | Color caffè |
| couleur dorée            | couleur dorée              | Color oro   |

### Categorie grammaticali
| Vocabolo                                           | Plurale                                              | Traduzione                                 |
| -------------------------------------------------- | ---------------------------------------------------- | ------------------------------------------ |
| l'article déterminant et indéterminatif            | les articles déterminatifs et indéterminatifs        | l'articolo determinato e indeterminativo   |
| l'adjectif                                         | les adjectifs                                        | l'aggettivo                                |
| le genre masculin et féminin                       | -                                                    | il genere maschile e femminile             |
| la préposition simple et articulée                 | les prépositions simples et articulées               | la preposizione semplice e articolata      |
| le verbe transitif et intransitif                  | les verbes transitifs et intransitifs                | il verbo transitivo e intransitivo         |
| le verbe principal et auxiliaire                   | les verbes principaux et auxiliaires                 | il verbo principale e ausiliare            |
| le pronom personnel et démonstratif                | les pronoms personnels et démonstratifs              | il pronome personale e dimostrativo        |
| le nom singulier et pluriel                        | -                                                    | il numero singolare e plurale              |
| l'objet direct et indirect                         | les objets directs et indirects                      | il soggetto e oggetto diretto              |
| le complément                                      | les compléments                                      | il complemento                             |
| la diathèse active et passive                      | -                                                    | la diatesi attiva e passiva                |
| le nombre ordinal et cardinal                      | les nombres ordinaux et cardinaux                    | il numero ordinale e cardinale             |
| la conjonction de coordination et de subordination | les conjonctions de coordination et de subordination | la congiunzione coordinante e subordinante |
| l'adverbe                                          | les adverbes                                         | l'avverbio                                 |

## Convenevoli diffusi in francese
| Convenevoli/espressioni                    | Traduzione                                       |
| ------------------------------------------ | ------------------------------------------------ |
| Salut!                                     | Ciao!                                            |
| Allô! (raro)                               | Ciao!                                            |
| Salut à tous!                              | Ciao a tutti/e!                                  |
| Bonjour                                    | Buongiorno!                                      |
| Bonjour, Monsieur (Madame)!                | Buongiorno, signore (signora)!                   |
| Bienvenue en France!                       | Benvenuto/i/a/e in Francia!                      |
| Bienvenue à tout!                          | Benvenuti a tutti!                               |
| Comment vas-tu/vous (aujourd'hui)?         | Come stai/state (oggi)?                          |
| Tout va bien?                              | (Va) tutto bene?                                 |
| Je vais bien/Ca va bien.                   | Sto bene.                                        |
| Quoi de neuf?                              | Cosa c'è di nuovo?                               |
| Merci (beaucoup).                          | (Molte) grazie.                                  |
| De rien.                                   | Di niente.                                       |
| Bonne journée! Au revoir! Tchao!*          | Buona giornata! Arrivederci! (* informale)       |
| À plus tard!                               | A più tardi! / Ci vediamo dopo!                  |
| À bientôt!                                 | A presto!                                        |
| A demain matin!                            | Ci vediamo domani (mattina)!                     |
| À la prochaine!                            | Alla prossima!                                   |
| À lundi! Rendez-vous lundi prochain!       | A lunedì prossimo! Ci vediamo lunedì!            |
| Rendez-vous lundi (matin)!                 | Ci vediamo lunedì mattina!                       |
| Adieu!                                     | Arrivederci (senza più reincontrare)! Addio!     |
| Je suis (vraiment) désolé! opp. Désolé(e)* | Scusa (tantissimo) (* femminile)                 |
| Bon appétit (à tous)!                      | Buon appetito (a tutti)!                         |
| Toutes nos félicitations!                  | Congratulazioni! ("Felicitazioni!")              |
| Excusez-moi monsieur/madame, ...           | Scusi signore/a, ... [per attirare l'attenzione] |
| Bonne après-midi (à tous)!                 | Buon pomeriggio (a tutti)!                       |
| Bonsoir (à tous)!                          | Buona sera (a tutti)!                            |
| Bonne nuit!                                | Buonanotte!                                      |
| Quelle heure est-il (là-bas)?              | Che ore sono (lì)?                               |
| Cher ami, ...                              | Caro amico, ...                                  |
| Chère Madame, ...                          | Cara signora, ...                                |
| Bon/Joyeux anniversaire!                   | Buon compleanno!                                 |
| Bon voyage (à tous)!                       | Buon viaggio (a tutti)!                          |
| Bonne année (à tous)!                      | Buon anno nuovo (a tutti)!                       |
| Bonne chance!                              | Buona fortuna!                                   |
| Aucun problème! Pas de probléme            | Nessun problema!                                 |
| Oui                                        | Sì                                               |
| Non                                        | No                                               |
| Aide moi (s'il te plaît)                   | Aiutami (per favore)!                            |
| J'ai (vraiment) faim                       | Ho (molta) fame                                  |
| J'ai (très) soif                           | Ho (molta) sete                                  |
| J'ai (vraiment) froid                      | Ho (molto) freddo                                |
| Je ne parle pas bien le français           | Non parlo bene il francese                       |
| Comment dit-on X en français?              | Come si dice X in francese?                      |
| Pouvez-vous parler un peu d'anglais?       | Parli un po' di inglese?                         |